# 5. November
Der 5. November ist der 309. Tag des gregorianischen Kalenders (der 310. in Schaltjahren), somit bleiben 56 Tage bis zum Jahresende.

## Ereignisse

### Politik und Weltgeschehen

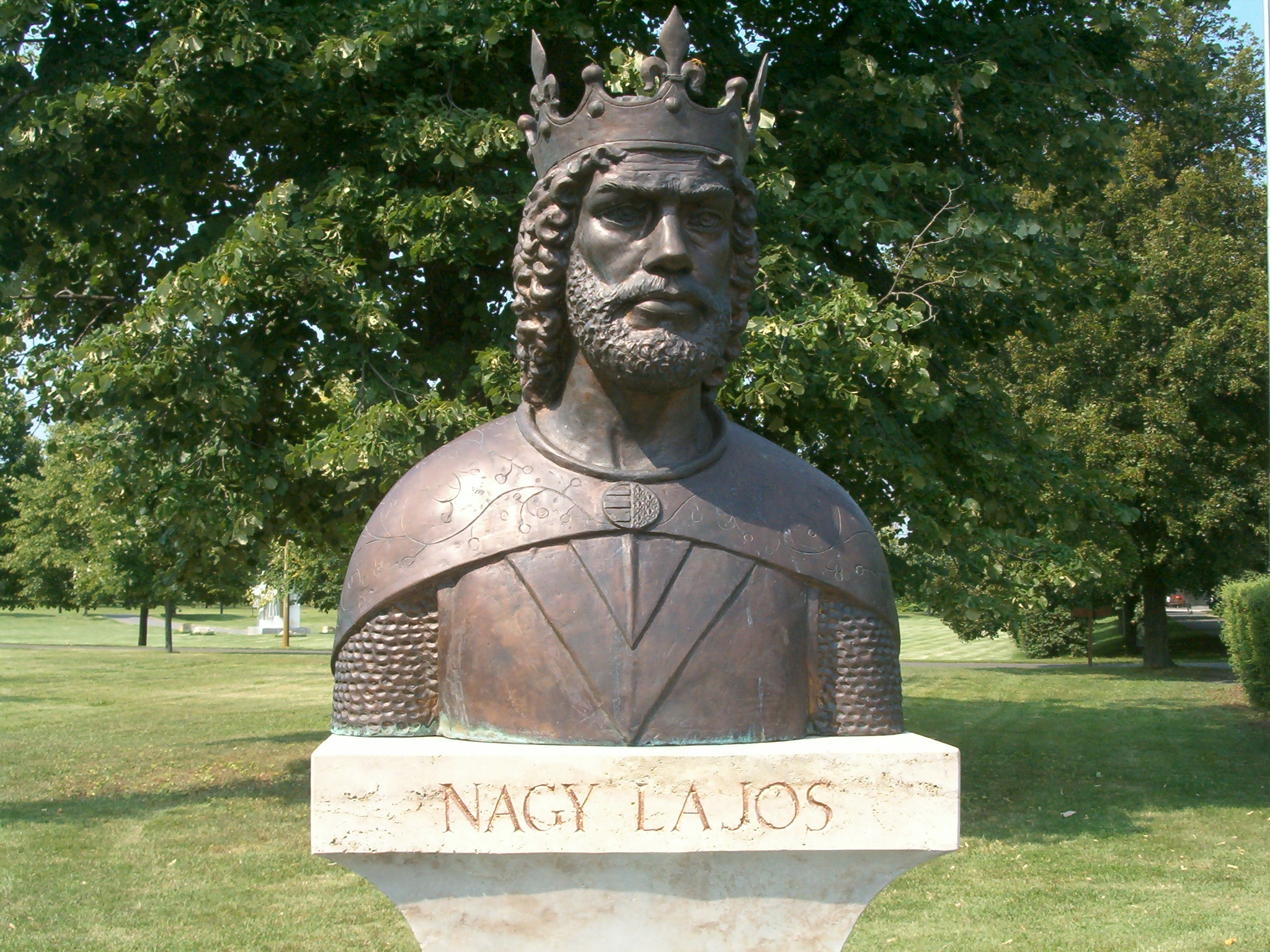
1370: Büste Ludwigs in Ópusztaszer

- 1370: In Krakau stirbt Kasimir der Große, seit 1333 König von Polen. Nachfolger wird sein Neffe Ludwig, seit 1342 bereits König von Ungarn und Kroatien.
- 1494: Zar Iwan III. lässt den Peterhof, das Kontor der Hanse in Nowgorod, schließen und zerstören.
- 1556: Im Mogulreich besiegen bei Panipat die Truppen Akbars und seines Vormunds Bairam Khan in der Zweiten Schlacht von Panipat das Heer von Hemu, der als Usurpator in Delhi die Macht übernommen hatte.

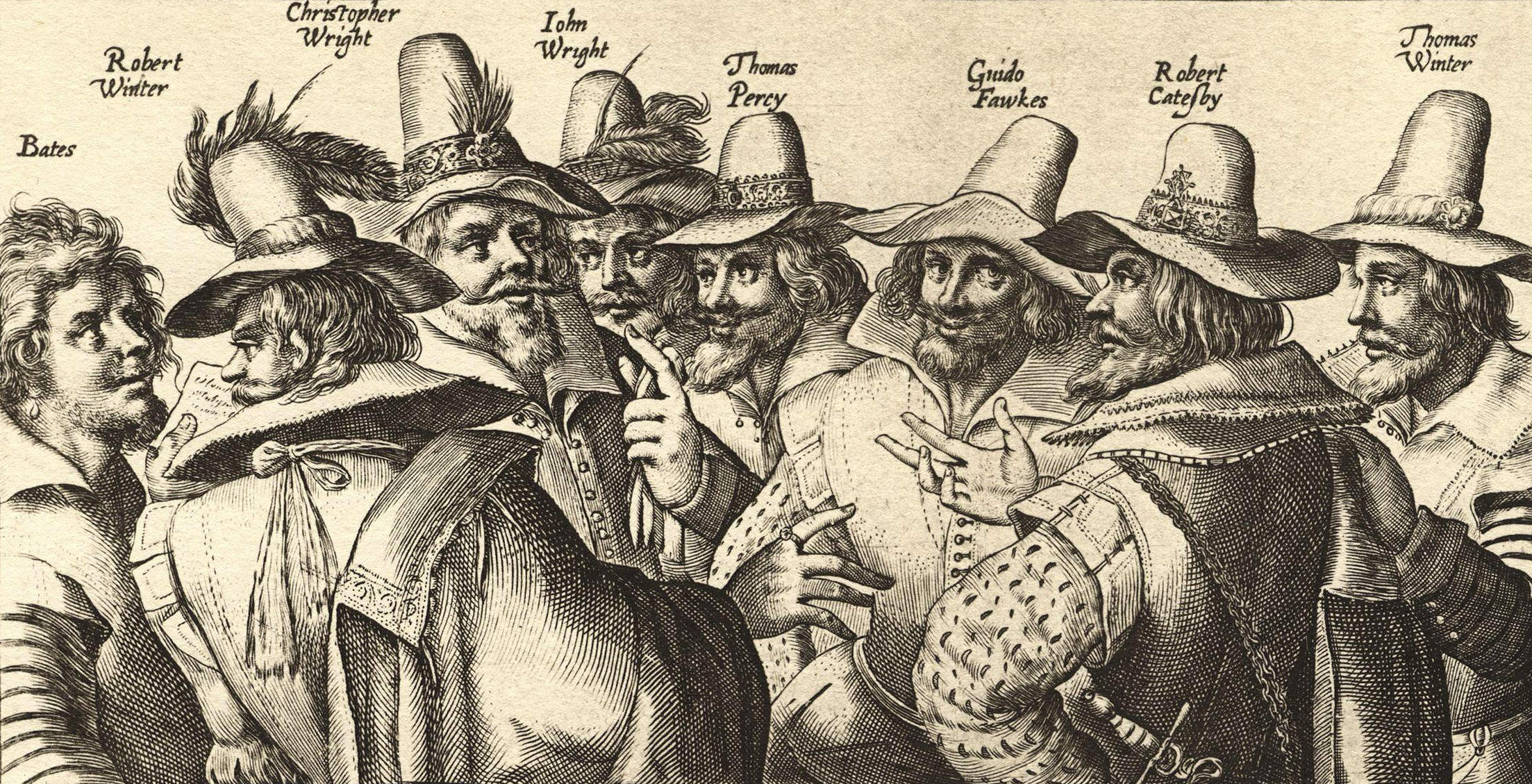
1605: Die Verschwörer des Gunpowder-Plots

- 1605: Gunpowder Plot: Guy Fawkes, ein englischer Katholik, und seine Mitverschwörer werden beim Versuch verhaftet, das englische Parlament in die Luft zu sprengen, um den protestantischen König Jakob I., seine Familie, die Regierung und alle Parlamentarier zu töten.

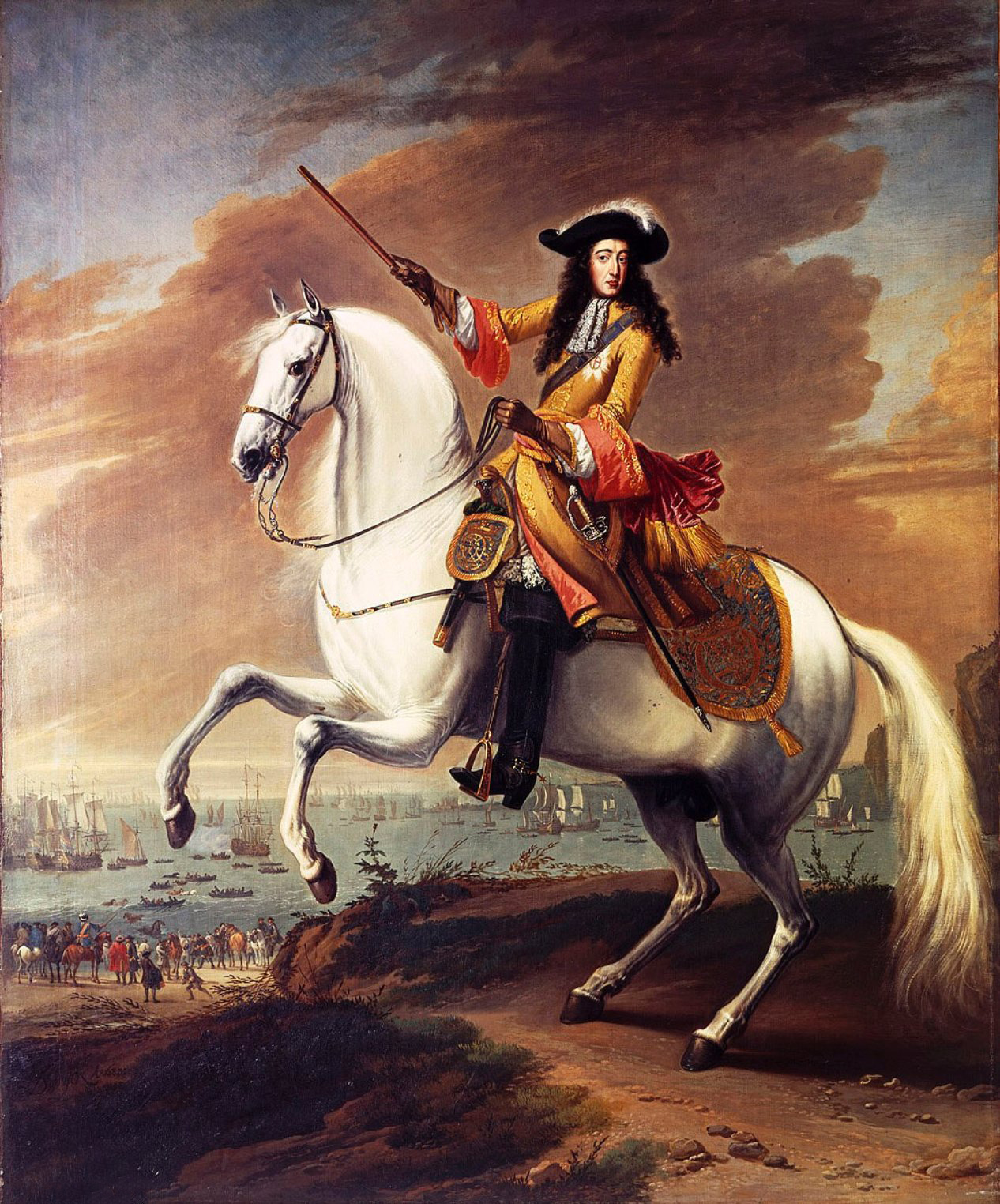
1688: Wilhelm von Oranien landet bei Brixham

- 1688: Die Landung Wilhelm von Oraniens bei Brixham ist der Auftakt für die Glorious Revolution gegen Jakob II. in England.
- 1712: Spaniens Regent Philipp V. verzichtet für sich und seine Nachkommen auf Thronansprüche in Frankreich. Das ermöglicht im Spanischen Erbfolgekrieg einen Waffenstillstand mit Großbritannien und der Republik der Sieben Vereinigten Niederlande.
- 1757: Im Siebenjährigen Krieg schlägt Preußen unter Friedrich dem Großen die Franzosen unter Charles de Rohan, prince de Soubise und die Reichsexekutionsarmee in der Schlacht bei Roßbach.
- 1811: Unter Führung des Priesters José Matías Delgado beginnt in San Salvador ein Aufstand gegen die spanische Kolonialherrschaft, der jedoch einige Wochen später militärisch niedergeschlagen wird.
- 1816: Im Palais Thurn und Taxis in Frankfurt am Main wird der Bundestag des Deutschen Bundes eröffnet.
- 1840: Die Ruswiler Erklärung wird in der Schweiz von katholisch-konservativen Bürgern verabschiedet. Das auf den Erhalt der alten Ordnung ausgerichtete Manifest ist eine Wurzel der Christlichdemokratischen Volkspartei im Land.

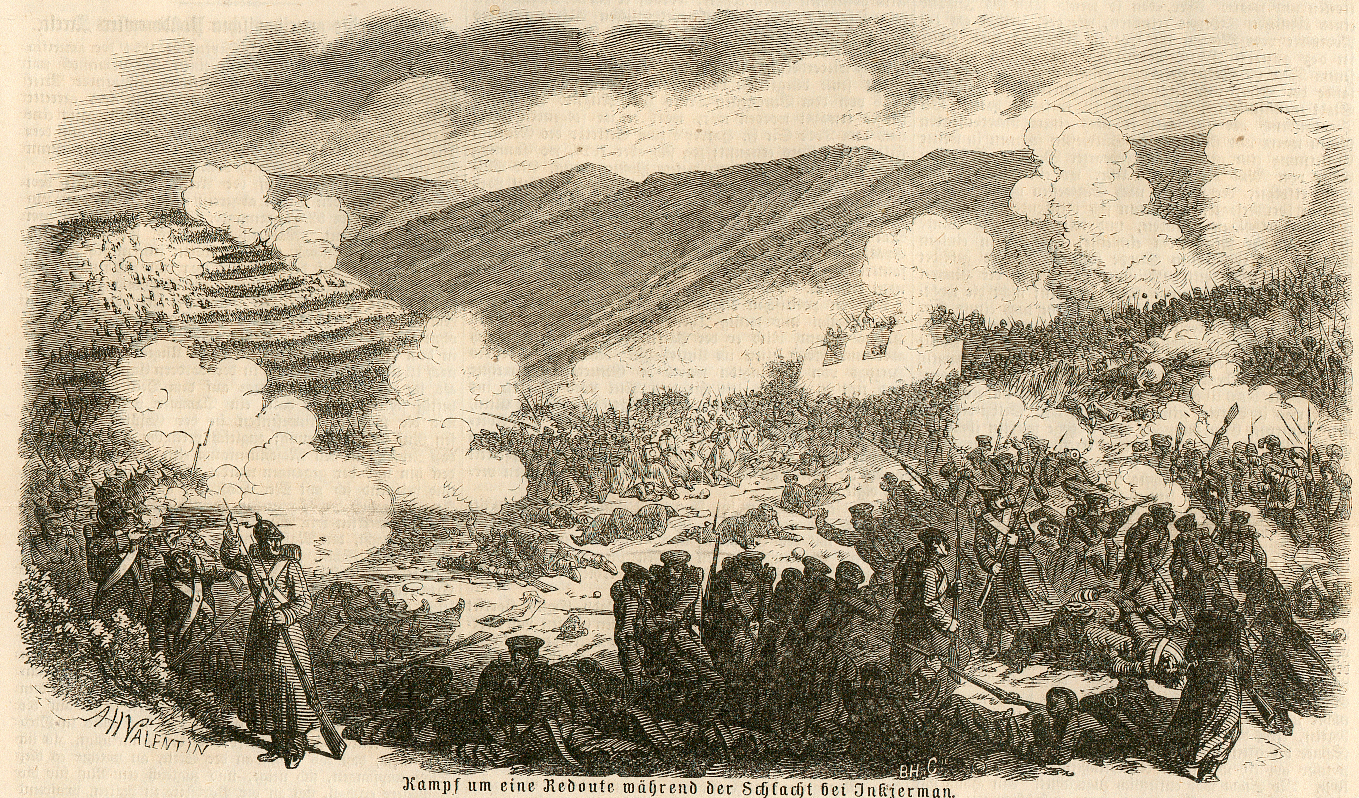
1854: Schlacht von Inkerman

- 1854: Die eingeschlossenen Russen versuchen einen Ausfall aus der im Krimkrieg belagerten Stadt Sewastopol, der in der Schlacht von Inkerman von Briten und Franzosen verhindert wird.
- 1879: Die sozialdemokratische Satirezeitschrift Der wahre Jacob erscheint mit ihrer Erstausgabe in Hamburg.
- 1883: In der Schlacht von Scheikan während des Mahdi-Aufstands im Sudan vernichtet eine Armee der Mahdisten eine britisch-ägyptische Armee unter William Hicks.
- 1885: Der Ort Finschhafen auf Neuguinea wird als Verwaltungszentrum der deutschen Kolonie Kaiser-Wilhelms-Land gegründet.
- 1911: Italien annektiert im Italienisch-Türkischen Krieg die zum Osmanischen Reich gehörenden nordafrikanischen Provinzen Tripolitanien und Kyrenaika.

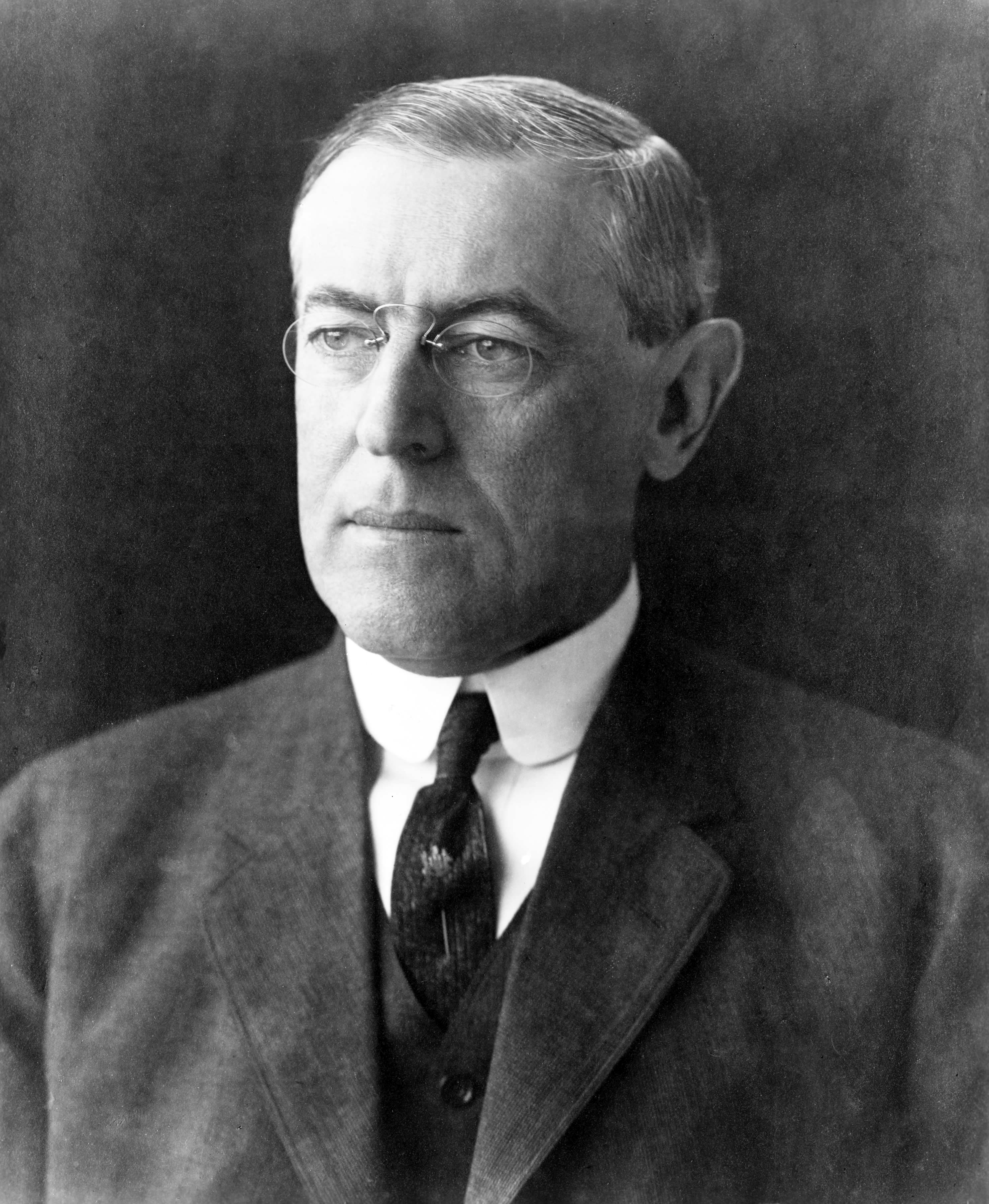
1912: Woodrow Wilson

- 1912: Bei den US-Präsidentschaftswahlen gewinnt der Demokrat Woodrow Wilson gegen den republikanischen Amtsinhaber William Howard Taft und den für die Progressive Partei antretenden früheren Präsidenten Theodore Roosevelt.
- 1913: Ludwig III. wird nach einer Verfassungsänderung zum König von Bayern ausgerufen. Das Land hat vorübergehend zwei Könige, denn sein geisteskranker Vorgänger Otto I. von Bayern bleibt ebenfalls nominell bis zu seinem Tod Herrscher.
- 1914: Großbritannien annektiert im Ersten Weltkrieg die bis dahin zum Osmanischen Reich zählende Insel Zypern und erklärt der Mittelmacht am selben Tag den Krieg.
- 1916: Die Mittelmächte proklamierten eine unter ihrer Kontrolle stehenden Königreiches Polen wird bekanntgegeben.
- 1916: Bei einer bewaffneten Auseinandersetzung zwischen Gewerkschaftern und der Polizei kommen sieben Menschen zu Tode und Dutzende werden verletzt; das Ereignis erregt als Everett-Massaker bzw. „Blutsonntag“ Aufsehen.
- 1922: Der ehemalige deutsche Kaiser Wilhelm II. heiratet Prinzessin Hermine
- 1937: Adolf Hitler legt in einem mehrstündigen Monolog den wichtigsten Vertretern der deutschen Wehrmacht die Grundzüge seiner auf gewaltsame Expansion ausgerichteten Außenpolitik dar. Die Hoßbach-Niederschrift, eine von Oberst Friedrich Hoßbach ohne Auftrag angefertigte Niederschrift über die „Besprechung“, dient der Anklagevertretung in den Nürnberger Prozessen später als Beweismittel.
- 1940: Bei den US-Präsidentschaftswahlen besiegt der demokratische Amtsinhaber Franklin Delano Roosevelt den republikanischen Herausforderer Wendell Willkie und wird als einziger US-Präsident für eine dritte Amtszeit gewählt.
- 1943: Ein italienisches Flugzeug wirft vier Bomben auf die neutrale Vatikanstadt ab; Alliierte und Deutsche beschuldigen sich gegenseitig.
- 1949: Der Ministerrat der DDR entscheidet sich für den Text Auferstanden aus Ruinen von Johannes R. Becher mit der Melodie von Hanns Eisler als Nationalhymne.
- 1956: Britische und französische Fallschirmjäger landen auf dem Flughafen Gamil in Ägypten und errichten eine Basis zur Luftunterstützung der Invasion Ägyptens in der Sueskrise.
- 1957: Das Allgemeine Kriegsfolgengesetz regelt ab sofort Rechts- und Entschädigungsprobleme, die durch Kriegs- und Nachkriegsereignisse sowie die Niederlage des Deutschen Reiches entstanden sind.
- 1967: In der Antarktis werden vom Flugzeug aus die bis dahin unbekannte eisbedeckte Lyddan-Insel sowie der Stancomb-Wills- und der Hayes-Gletscher entdeckt.
- 1968: Bei den US-Präsidentenwahlen wird der Republikaner Richard Nixon mit 0,7 % Vorsprung auf seinen demokratischen Konkurrenten Hubert H. Humphrey zum US-Präsidenten gewählt.

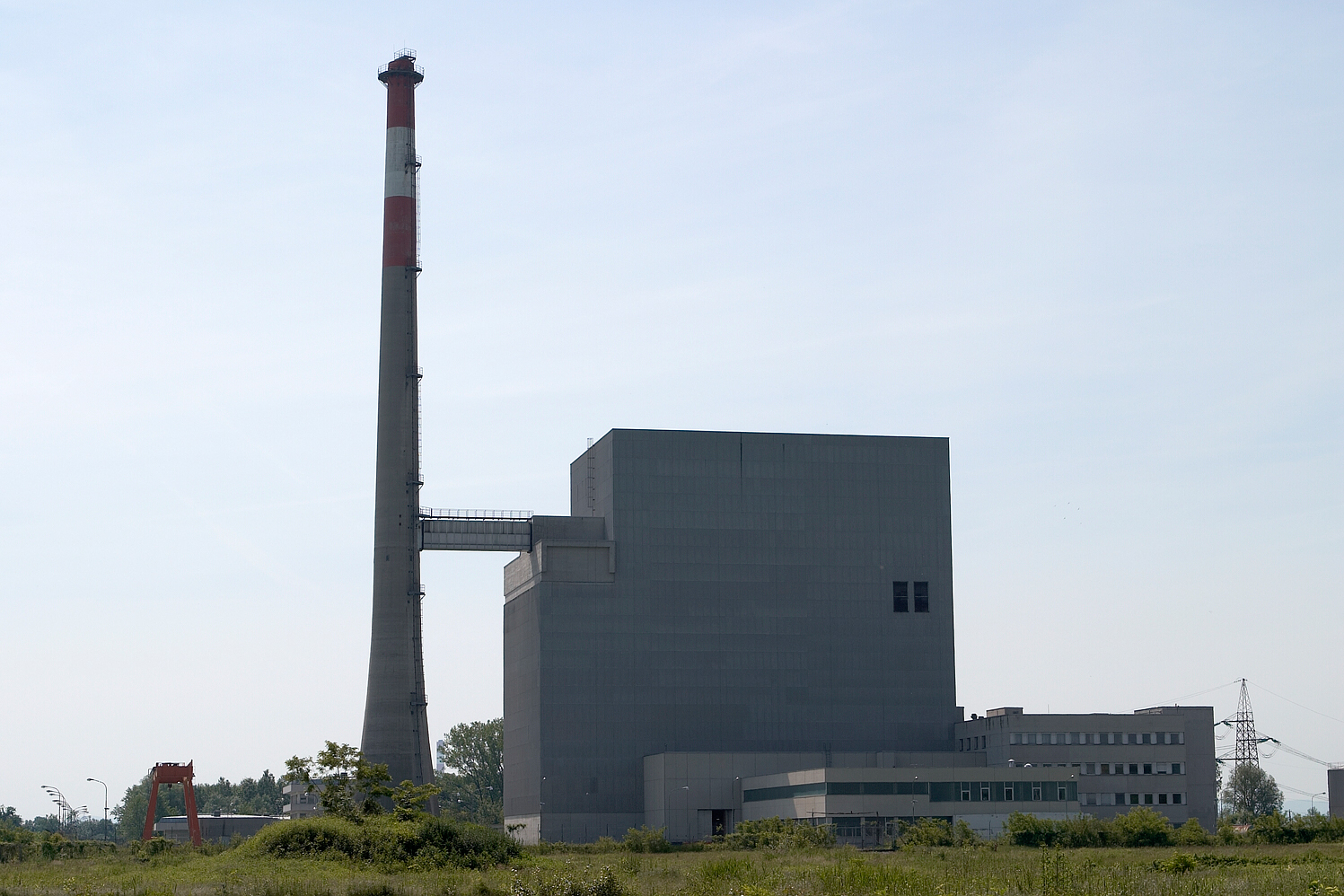
1978: Das AKW Zwentendorf

- 1978: In Österreich ergibt die Volksabstimmung über die Inbetriebnahme des betriebsbereiten Kernkraftwerks Zwentendorf im niederösterreichischen Tullnerfeld eine hauchdünne Mehrheit von 50,5 % gegen die Inbetriebnahme.
- 1980: Helmut Schmidt wird vom Deutschen Bundestag für eine dritte Amtsperiode zum Bundeskanzler gewählt.
- 1987: Govan Mbeki, Führer der Anti-Apartheidsbewegung in Südafrika und einer der Gründer des African National Congress wird nach 23 Jahren aus der Haft auf Robben Island entlassen.
- 1995: In Georgien wird Eduard Schewardnadse erneut zum Staatspräsidenten gewählt.
- 1996: Birgit Hogefeld, 1993 beim GSG-9-Einsatz in Bad Kleinen festgenommenes Mitglied der Rote Armee Fraktion (RAF), wird zu lebenslanger Freiheitsstrafe verurteilt, aus der sie im Juni 2011 auf Bewährung entlassen wird.

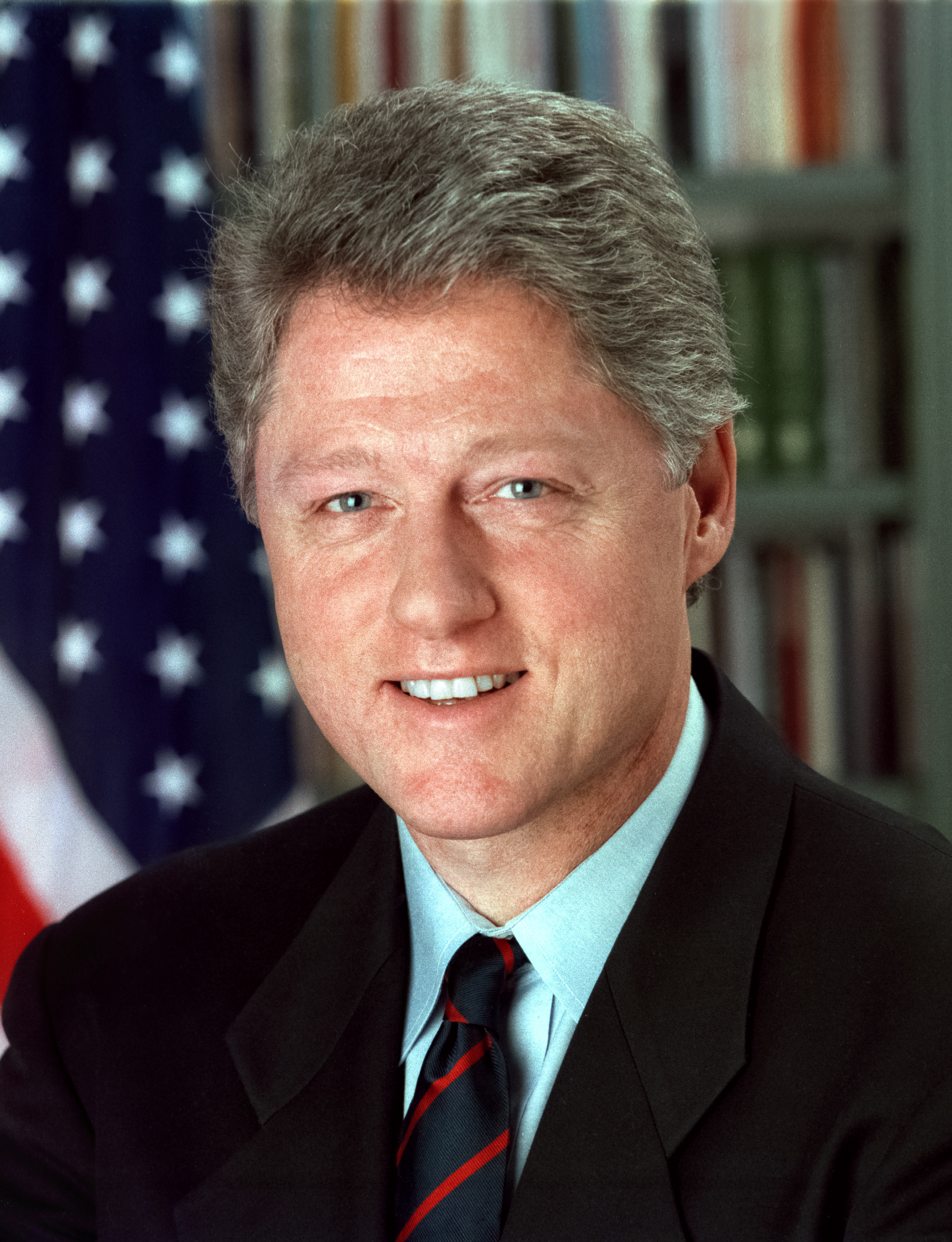
1996: Bill Clinton

- 1996: Der demokratische Amtsinhaber Bill Clinton gewinnt die US-Präsidentschaftswahl gegen den republikanischen Herausforderer Bob Dole.
- 2006: Der frühere irakische Diktator Saddam Hussein wird in erster Instanz zum Tod durch den Strang verurteilt.
- 2009: In den USA werden beim Amoklauf in Fort Hood 13 Menschen getötet und 30 weitere verletzt.

### Wirtschaft
- 1935: Die Firma Parker Brothers erwirbt die Rechte am Brettspiel Monopoly von Charles Darrow.
- 1938: Die Reichsautobahn Berlin–München wird fertiggestellt.
- 1954: In Taiwan wird die Formosa Company gegründet, heute unter dem Namen Formosa Plastics Group einer der weltgrößten Kunststoffhersteller.
- 1982: An der Grenze zwischen Brasilien und Paraguay wird in Itaipú das größte Wasserkraftwerk der Welt eröffnet.

### Wissenschaft und Technik
- 1902: Das erste Schwimmdock des Hafens Daressalam wird als gebrauchsfähig in die Flottille Deutsch-Ostafrikas übernommen.
- 1929: Der Arzt Werner Forßmann veröffentlicht sein Werk Über die Sondierung des rechten Herzens, in dem er über die ersten Herzkatheterversuche berichtet.

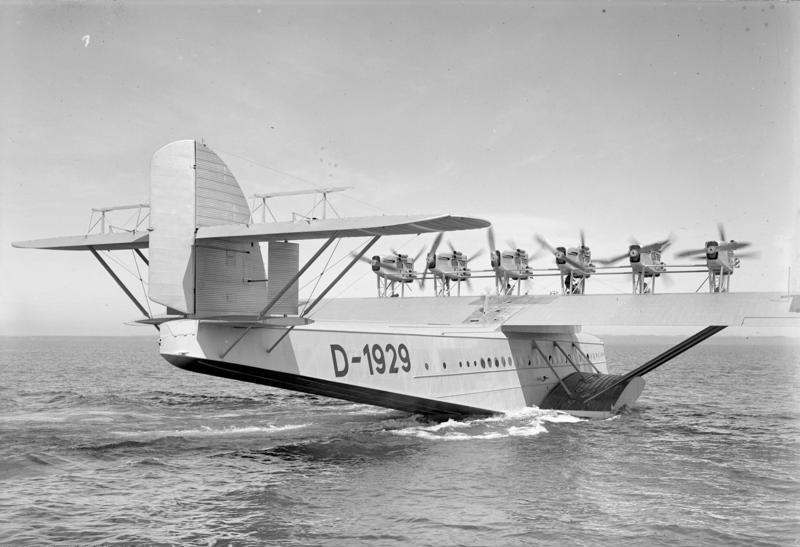
1930: Dornier Do X

- 1930: Die Dornier Do X, das zu seiner Zeit größte Flugzeug der Welt, startet vom Bodensee zu ihrem ersten Repräsentationsflug nach Amsterdam.
- 1934: Das unter der Anleitung von Umberto Nobile erbaute sowjetische Luftschiff CCCP-B6 (UdSSR-W6) führt seine Jungfernfahrt durch. Es gilt als das erfolgreichste Luftschiff der Sowjetunion.
- 1964: Die NASA-Raumsonde Mariner 3 startet mit dem Ziel Mars, doch auf Grund von Problemen beim Start muss sie im Erdorbit verbleiben.
- 1986: Die DENIC lässt den Datensatz .de für die Internet-Kennung in der IANA-Datenbank anlegen.
- 2007: Die erste chinesische Raumsonde Chang’e-1 erreicht ihre Umlaufbahn um den Mond. Im Mondprogramm der Volksrepublik China hat sie die Aufgabe, zunächst Mondoberfläche und Mondgestein zu erkunden.
- 2018: Die Raumsonde Voyager 2 erreicht nach Angaben der NASA die Heliopause des Sonnensystems und stößt in den interstellaren Raum vor.

### Kultur
- 1757: In Mannheim erfolgt die Uraufführung der Oper La clemenza di Tito von Ignaz Holzbauer.
- 1772: In Mannheim findet die Uraufführung der Oper Temistocle von Johann Christian Bach statt.
- 1832: Im Covent Garden in London erfolgt die Uraufführung des historischen Melodrams The Dark Diamond von Adolphe Adam.
- 1892: Die erste Ausstellung mit Bildern von Edvard Munch wird in Berlin eröffnet. Da das Publikum sich von den ausgestellten Bildern schockiert zeigt, wird sie nach nur einwöchiger Dauer vorzeitig abgebrochen.
- 1895: Die Symphonische Dichtung Till Eulenspiegels lustige Streiche für Orchester, op. 28 von Richard Strauss wird im Gürzenich zu Köln mit dem Städtischen Gürzenich-Orchester unter Leitung von Franz Wüllner uraufgeführt.
- 1955: Die im Zweiten Weltkrieg vollständig zerstörte Wiener Staatsoper wird mit Beethovens Oper Fidelio wiedereröffnet.
- 1980: Der Berliner Zoo erhält mit Bao Bao und Tjen Tjen als erster und bisher einziger Zoologischer Garten in Deutschland zwei Große Pandabären.

### Religion

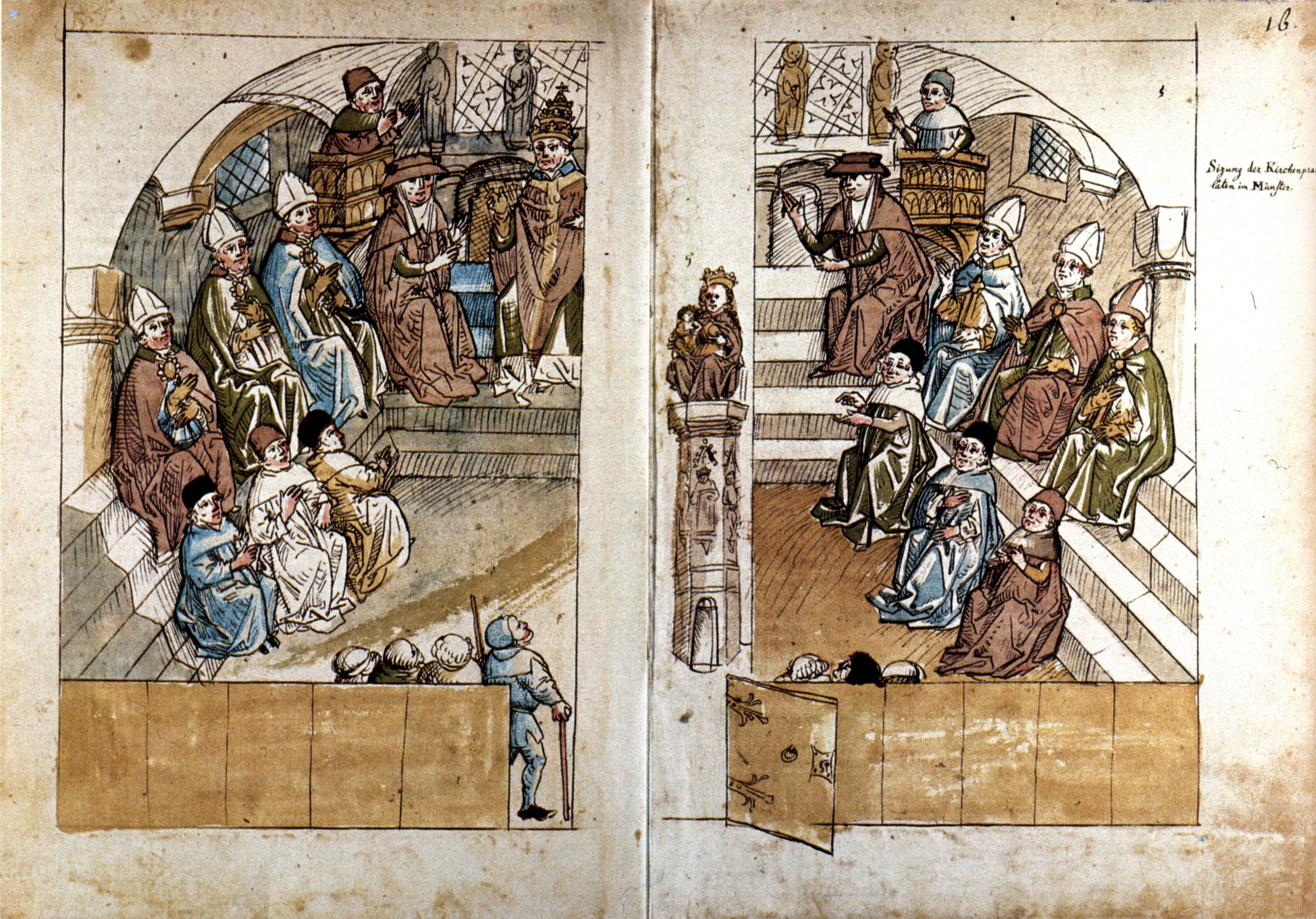
1414: Konzilssitzung im Konstanzer Münster

- 1414: In Konstanz wird das Große Abendländische Konzil zur Überwindung des Abendländischen Schismas eröffnet.
- 1439: Als Papst Eugen IV. 1437 das Konzil von Basel nach Ferrara verlegt, spaltet sich das Konzil. Der in Basel verbliebene Teil setzt Eugen ab und wählte in einem nur wenige Stunden dauernden Konklave den Savoyer Herzog Amadeus VIII. zum Papst. Unter dem Namen Felix V. geht er als letzter Gegenpapst in die Geschichte ein.
- 1855: Die Enzyklika Optime noscitis richtet Papst Pius IX. an das österreichische Episkopat. Er legt unter anderem darin den Kirchenvertretern pastorale Pflichten zur gedeihlichen Zusammenarbeit mit den Regierungen auf.

### Katastrophen
- 1530: Bei der Sankt-Felix-Flut an der Niederländischen Nordseeküste im Westerschelde-Stromgebiet kommen mehr als 100.000 Menschen ums Leben. Sie überspült die gesamte Insel Noord-Beveland. Das Gebiet östlich von Yerseke mit 18 Dörfern und der Stadt Reimerswaal wird ebenfalls vollständig überflutet.

Kleinere Unglücksfälle sind in den Unterartikeln von Katastrophe und in der Liste von Katastrophen aufgeführt.

### Sport
- 1880: Der Berliner Ruder-Club entsteht in Treptow an der Spree.
- 1910: In Polen wird der Fußballverein Widzew Łódź gegründet.
- 1994: George Foreman wird 20 Jahre nach dem Rumble in the Jungle erneut Boxweltmeister.

Einträge von Leichtathletik-Weltrekorden befinden sich unter der jeweiligen Disziplin unter Leichtathletik.

## Geboren

### Vor dem 18. Jahrhundert

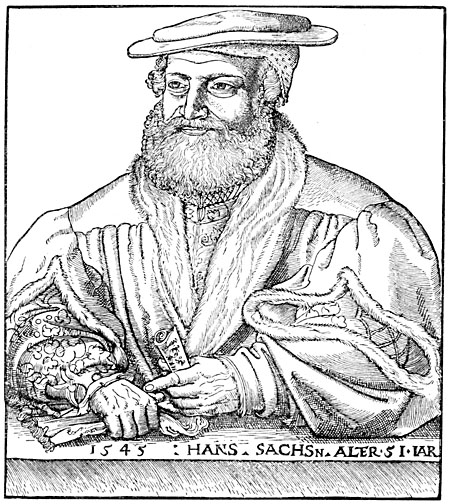
Hans Sachs (* 1494)
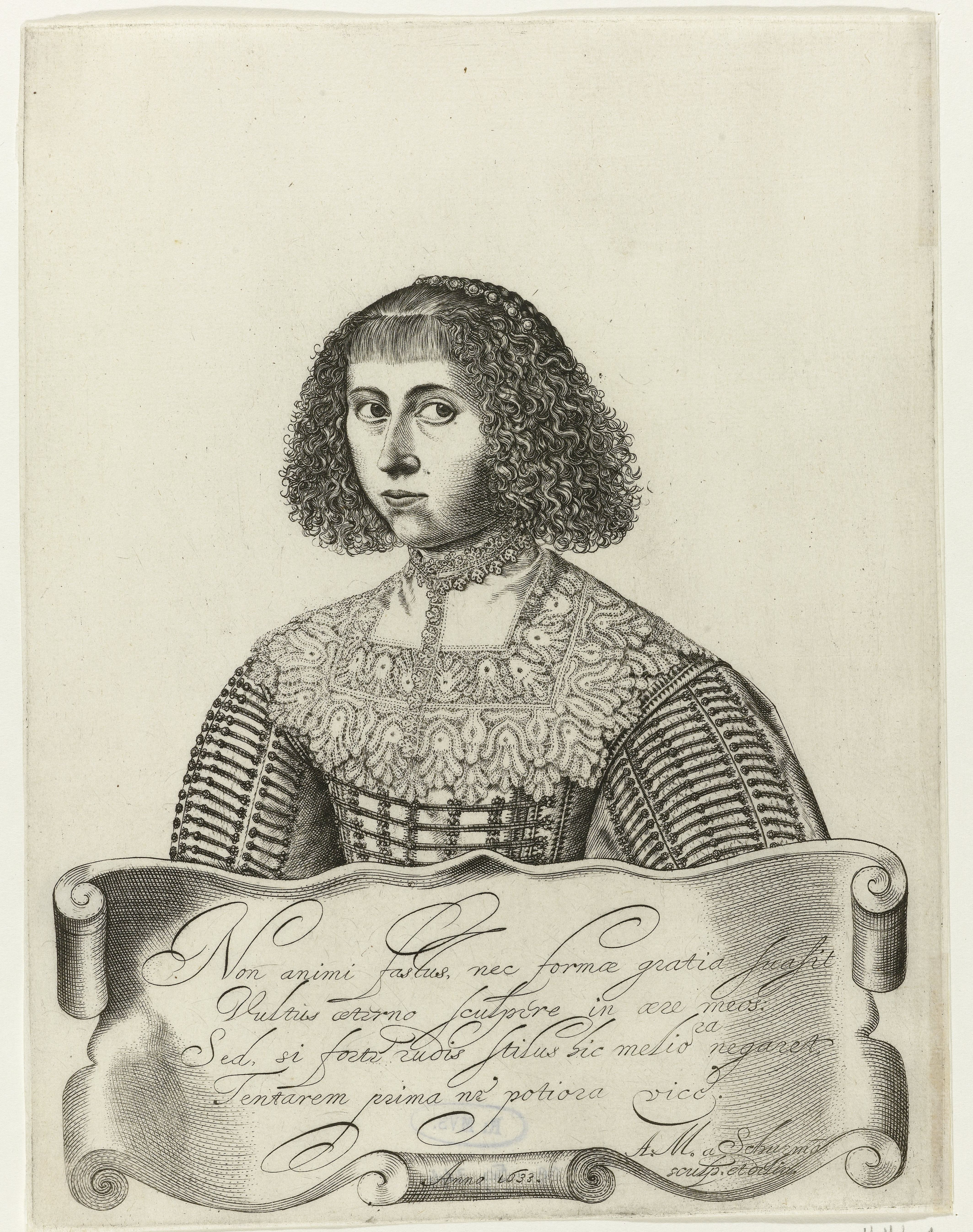
Anna Maria von Schürmann (* 1607)
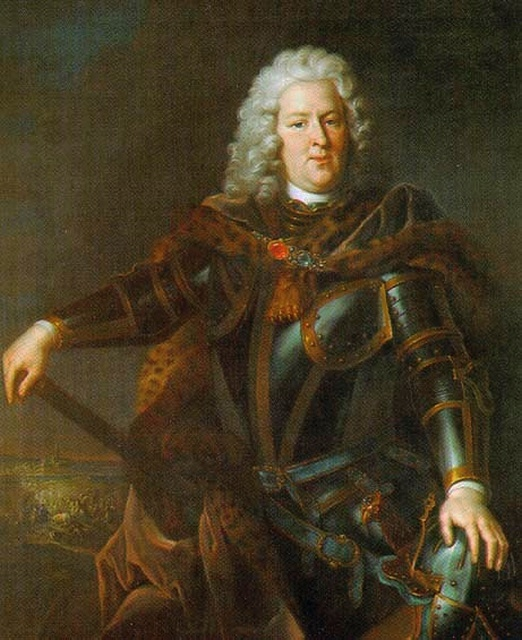
Friedrich Ludwig von Württemberg-Winnental (* 1690)

- 1271: Ghazan Ilchan, Ilchan von Persien
- 1444: Johann VI. von Saalhausen, Bischof von Meißen
- 1494: Hans Sachs, deutscher Lyriker und Meistersinger
- 1516: Martin Helwig, deutscher Kartograf und Pädagoge
- 1517: Johann Streitberger, evangelischer Theologe
- 1549: Philippe Duplessis-Mornay, französischer reformierter Theologe und Staatsmann
- 1563: Anna von Oranien-Nassau, Gräfin von Nassau-Dillenburg
- 1569: Nils Turesson Bielke, schwedischer Staatsmann
- 1574: Charlotte de La Marck, regierende Fürstin von Sedan und Herzogin von Bouillon
- 1592: Johann Markus von Altringen, Bischof von Seckau
- 1607: Anna Maria von Schürmann, niederländisch-deutsche Universalgelehrte
- 1618: Joachim Rosenow, deutscher Professor
- 1627: Hermann Egon von Fürstenberg-Heiligenberg, Oberhofmeister, Kämmerer, Geheimrat und Hofmarschall des bayrischen Kurfürsten Ferdinand Maria
- 1644: Claude Delisle, französischer Geograph und Historiker
- 1665: Christoph Ludwig Agricola, deutscher Landschaftsmaler
- 1666: Attilio Ariosti, italienischer Komponist
- 1669: Leonhard Christoph Sturm, deutscher Schriftsteller, Architekturtheoretiker und Baumeister
- 1690: Peter Adolf Boysen deutscher evangelischer Theologe, Philosoph und Historiker
- 1690: Friedrich Ludwig von Württemberg-Winnental, kurfürstlich-sächsischer Reitergeneral und kaiserlicher Generalfeldzeugmeister
- 1694: Ricardo Wall, irischstämmiger Offizier, Diplomat und Politiker in spanischen Diensten

### 18. Jahrhundert
- 1701: Friedrich Groschuff, deutscher Philologe
- 1702: Pietro Longhi, venezianischer Maler
- 1702: Martin Speer, Regensburger Maler
- 1708: Josef Bonaventura Pitter, böhmischer Mönch und Historiker

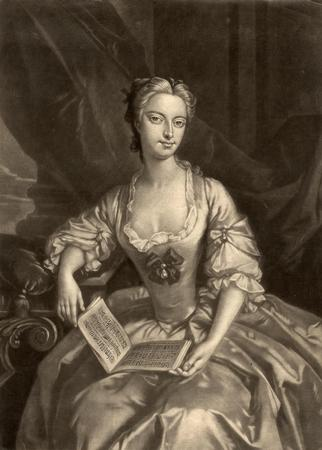
Kitty Clive (* 1711)

- 1711: Kitty Clive, englische Schauspielerin, Sopranistin und Autorin
- 1715: Johann Georg Wille, deutscher Kupferstecher in Frankreich
- 1719: Jordan Simon, deutscher katholischer Theologe
- 1728: Franz Xaver von Wulfen, ungarisch-österreichischer Physiker, Mathematiker, Botaniker und Mineraloge
- 1729: José Martín de Aldehuela, spanischer Architekt und Baumeister
- 1730: Sophie Anne Dorothea von Hinüber, Äbtissin des Klosters Walsrode
- 1733: Christian Ludwig August von Arnswaldt, kurfürstlich-braunschweig-lüneburgischer Politiker
- 1733: Michail Cheraskow, russischer Dichter und Schriftsteller
- 1749: Adélaïde-Marie Champion de Cicé, französische Ordensfrau und Gründerin der Gesellschaft vom Herzen Mariä
- 1750: Bak Je-ga, koreanischer Politiker und Ökonom
- 1754: Alessandro Malaspina di Mulazzo, italienischer Adliger und Seefahrer in spanischen Diensten
- 1757: Joseph Inslee Anderson, US-amerikanischer Politiker
- 1759: Simon Snyder, US-amerikanischer Politiker
- 1770: Sarah Guppy, britische Erfinderin
- 1770: Dominique Joseph Vandamme, französischer General in den Koalitionskriegen
- 1771: Michael Traugott Pfeiffer, deutsch-schweizerischer Musikpädagoge
- 1773: Friedrich Ludwig Karl von Preußen, preußischer Prinz
- 1774: Johann Christian August Clarus, deutscher Mediziner
- 1776: Adelaide O’Keeffe, irische Dichterin und Schriftstellerin
- 1776: Charlotte Pistorius, deutsche Dichterin
- 1779: Washington Allston, US-amerikanischer Maler und Dichter
- 1782: Iossif Iwanowitsch Charlemagne, russischer Architekt
- 1783: Caroline Tischbein, deutsche Zeichnerin
- 1798: Franz Hessenland, deutscher Druckereibesitzer, Verleger und Politiker
- 1799: Ernst Christoph Friedrich von Auer, preußischer Kriegs- und Domänenrat

### 19. Jahrhundert
- 1804: Carl Leverkus, deutscher Apotheker und Fabrikant
- 1804: Daniel R. Tilden, US-amerikanischer Politiker
- 1807: William Francis Ainsworth, britischer Forscher
- 1810: Leopold Stein, deutscher Rabbiner
- 1810: Alphonso Taft, US-amerikanischer Jurist, Politiker und Diplomat, Minister, Botschafter in Österreich-Ungarn und Russland
- 1814: Alfred de Bougy, französischer Schriftsteller
- 1816: Moritz von Todesco, österreichischer Bankier, Unternehmer und Kunstmäzen
- 1818: Benjamin Franklin Butler, US-amerikanischer General
- 1818: Georg Friedrich Wagner, deutscher Orgelbauer
- 1829: Julius Kautz, ungarischer Nationalökonom
- 1837: Arnold Janssen, deutscher Missionar und Ordensgründer
- 1838: Konrad Furrer, Schweizer evangelischer Geistlicher und Palästinaforscher
- 1842: Amelia Bailey, australische Sängerin
- 1844: Sophie von Herget-Dittrich, deutsche Pianistin, Präsidentin des Klubs deutscher Künstlerinnen in Prag
- 1846: Joaquim Pimenta de Castro, portugiesischer General und Politiker, Premierminister
- 1854: Paul Sabatier, französischer Chemiker
- 1855: Eugene V. Debs, US-amerikanischer Gewerkschafter und Politiker, Präsidentschaftskandidat
- 1855: Léon-Philippe Teisserenc de Bort, französischer Meteorologe
- 1863: Ernst Markees, Schweizer Komponist und Dirigent
- 1863: Fridolin Suter, Schweizer Geistlicher
- 1864: Clarita Beyer, deutsche Malerin
- 1866: George Milne, 1. Baron Milne, britischer Feldmarschall und Chef des Imperialen Generalstabes
- 1867: George Andrew Reisner, US-amerikanischer Ägyptologe

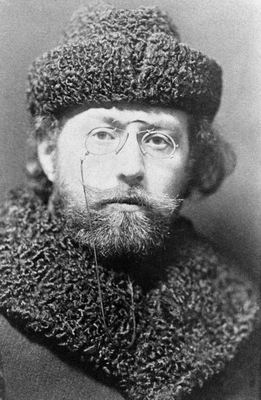
Michail Arzybaschew (* 1878)
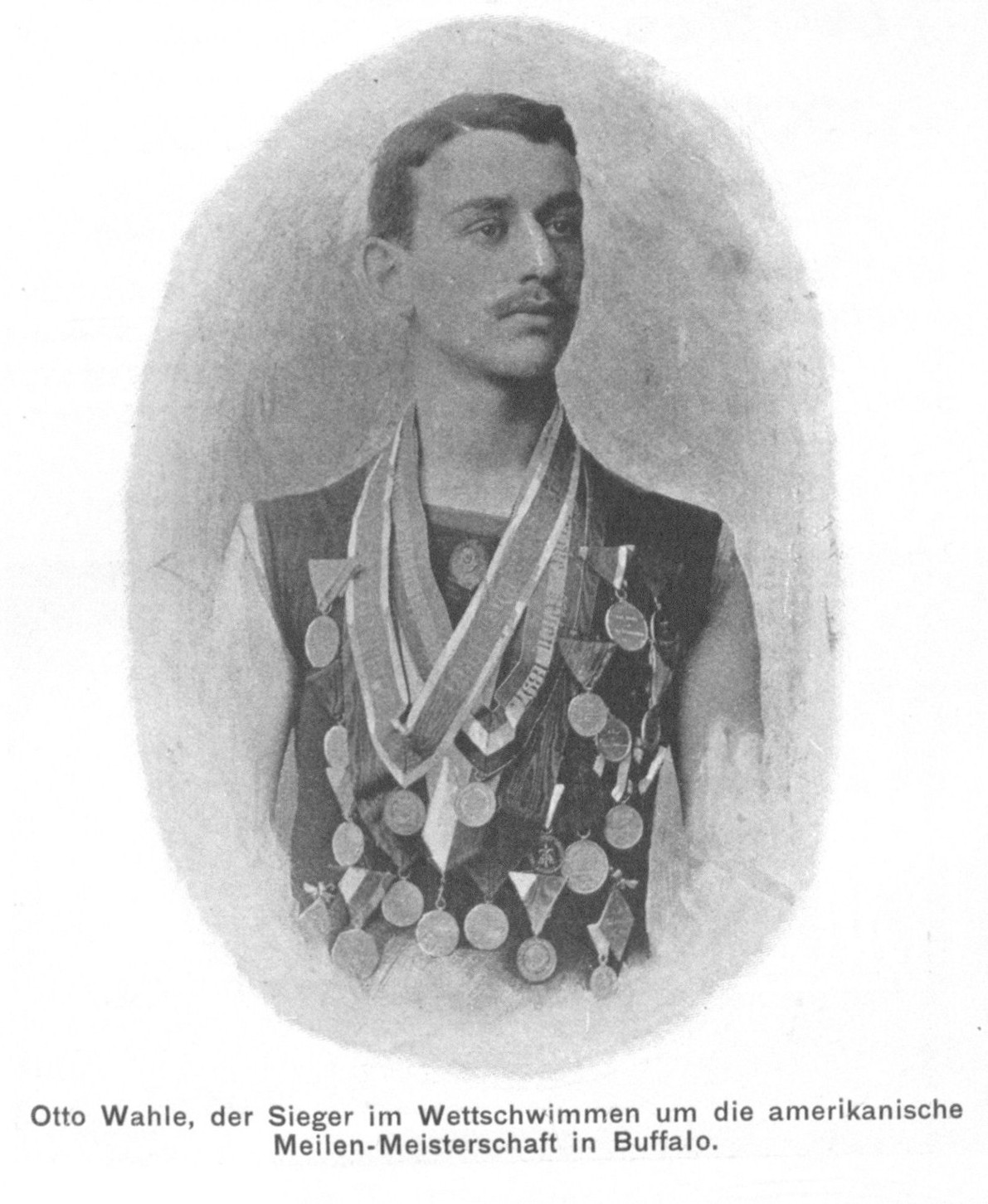
Otto Wahle (* 1879)
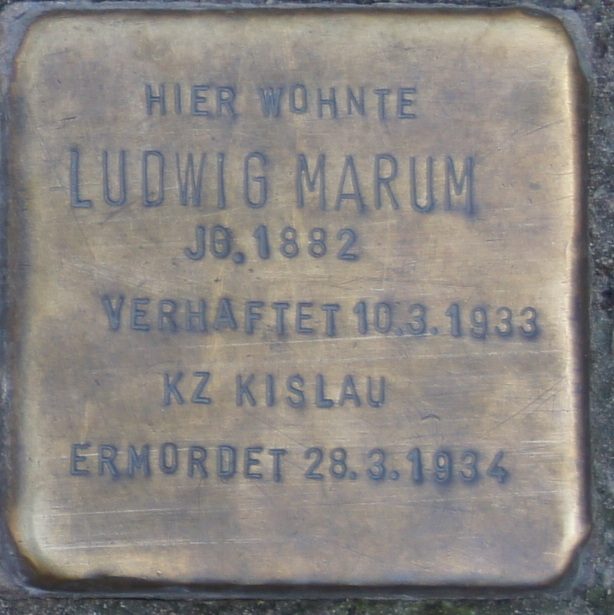
Ludwig Marum (* 1882)
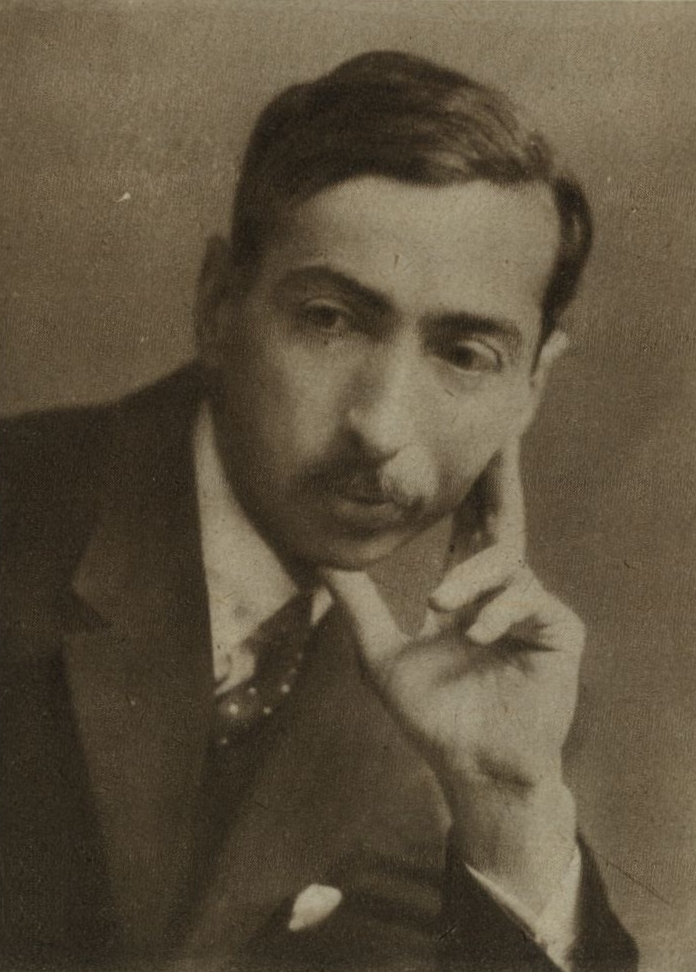
Eugene Zádor (* 1894)

- 1870: Johann Peter Arras, deutscher Politiker, MdL
- 1871: Aḥmad Taimūr Pascha, ägyptischer Gelehrter
- 1872: Gustav Casmir, deutscher Fechter
- 1873: Edwin Flack, australischer Leichtathlet, Olympiasieger
- 1875: Kathleen Atkinson, US-amerikanische Tennisspielerin
- 1876: Raymond Duchamp-Villon, französischer Bildhauer
- 1878: Max Ammermann, deutscher Ruderer, Olympiamedaillengewinner
- 1878: Michail Petrowitsch Arzybaschew, russischer Schriftsteller
- 1878: Julius Petersen, deutscher Literaturwissenschaftler
- 1879: Otto Barsch, deutscher Geologe und Geophysiker
- 1879: Otto Wahle, österreichischer Schwimmer, Olympiamedaillengewinner
- 1882: Ludwig Marum, deutscher Jurist und Politiker, MdL, Landesminister, MdR, Opfer des Nationalsozialismus
- 1883: Louis Otten, niederländischer Fußballspieler und Mediziner
- 1888: Jupp Wiertz, deutscher Gebrauchsgrafiker und Plakatkünstler
- 1891: Karl Grünberg, deutscher Journalist und Schriftsteller
- 1891: Greasy Neale, US-amerikanischer Baseball- und American-Football-Spieler und Footballtrainer
- 1892: John Alcock, britischer Pilot
- 1892: J. B. S. Haldane, schottischer Genetiker
- 1893: Raymond Loewy, französischer Industriedesigner
- 1894: Vincenz Müller, deutscher General und Politiker, Abgeordneter der Volkskammer, erster Chef des Hauptstabes der NVA
- 1894: Eugene Zádor, ungarisch-amerikanischer Komponist
- 1895: Walter Gieseking, deutscher Pianist
- 1896: Fernand Vallon, französischer Autorennfahrer
- 1900: Werner Bunnenberg, deutscher Ingenieur und Hochschullehrer
- 1900: Martin Dies junior, US-amerikanischer Politiker, Mitglied des Repräsentantenhauses

### 20. Jahrhundert

#### 1901–1925

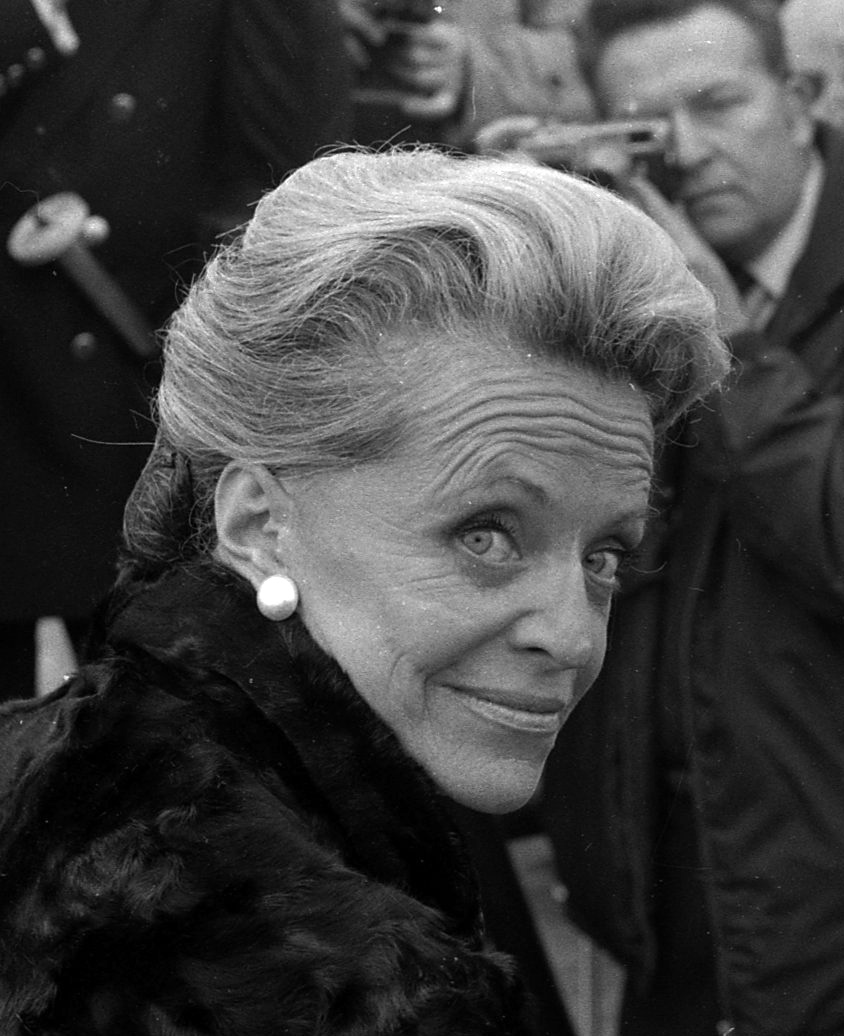
Jacqueline Auriol (* 1917)

- 1901: Kaionji Chōgorō, japanischer Schriftsteller
- 1901: Bruno Goller, deutscher Maler
- 1904: Alfredo Brilhante da Costa, brasilianischer Fußballspieler
- 1905: František Babušek, slowakischer Komponist und Dirigent
- 1905: Joel McCrea, US-amerikanischer Schauspieler
- 1905: Louis Rosier, französischer Rennfahrer
- 1905: Dmitri Trofimowitsch Schepilow, sowjetischer Außenminister
- 1906: Rolf von Goth, deutscher Schauspieler und Hörspielregisseur
- 1907: Michal Wituschka, weißrussischer Politiker und Nazikollaborateur
- 1910: Walter Reisp, österreichischer Feldhandballspieler
- 1911: Nicola Agnozzi, italienischer Bischof
- 1911: Alfred Manessier, französischer Maler
- 1911: Marie Osborne, US-amerikanische Schauspielerin
- 1911: Roy Rogers, US-amerikanischer Sänger und Schauspieler
- 1911: Maria Stader, Schweizer Sopranistin
- 1912: Carl Baumann, deutscher Maler und Bildhauer
- 1913: Gisela Andersch, deutsche Malerin
- 1913: Guy Jonson, britischer Pianist und Musikpädagoge
- 1913: Vivien Leigh, britische Film- und Theaterschauspielerin (Vom Winde verweht, Endstation Sehnsucht)
- 1914: Emmanuel Kiwanuka Nsubuga, ugandischer Erzbischof und Kardinal
- 1914: Snjolaug Sigurdson, kanadische Pianistin und Musikpädagogin
- 1915: Alma Kettig, deutsche Politikerin, MdB, Widerstandskämpferin gegen den Nationalsozialismus, Gewerkschafterin und Friedensaktivistin
- 1916: Edmund Hlawka, österreichischer Mathematiker
- 1916: Franz K. Opitz, Schweizer Maler und Fotograf, Poet, Musiker und Autor
- 1916: Madeleine Robinson, französische Schauspielerin
- 1917: Jacqueline Auriol, französische Pilotin
- 1918: Gisela Arendt, deutsche Schwimmerin
- 1919: Félix Gaillard, französischer Politiker
- 1919: Horst Wende, deutscher Orchesterleiter, Arrangeur und Akkordeonist

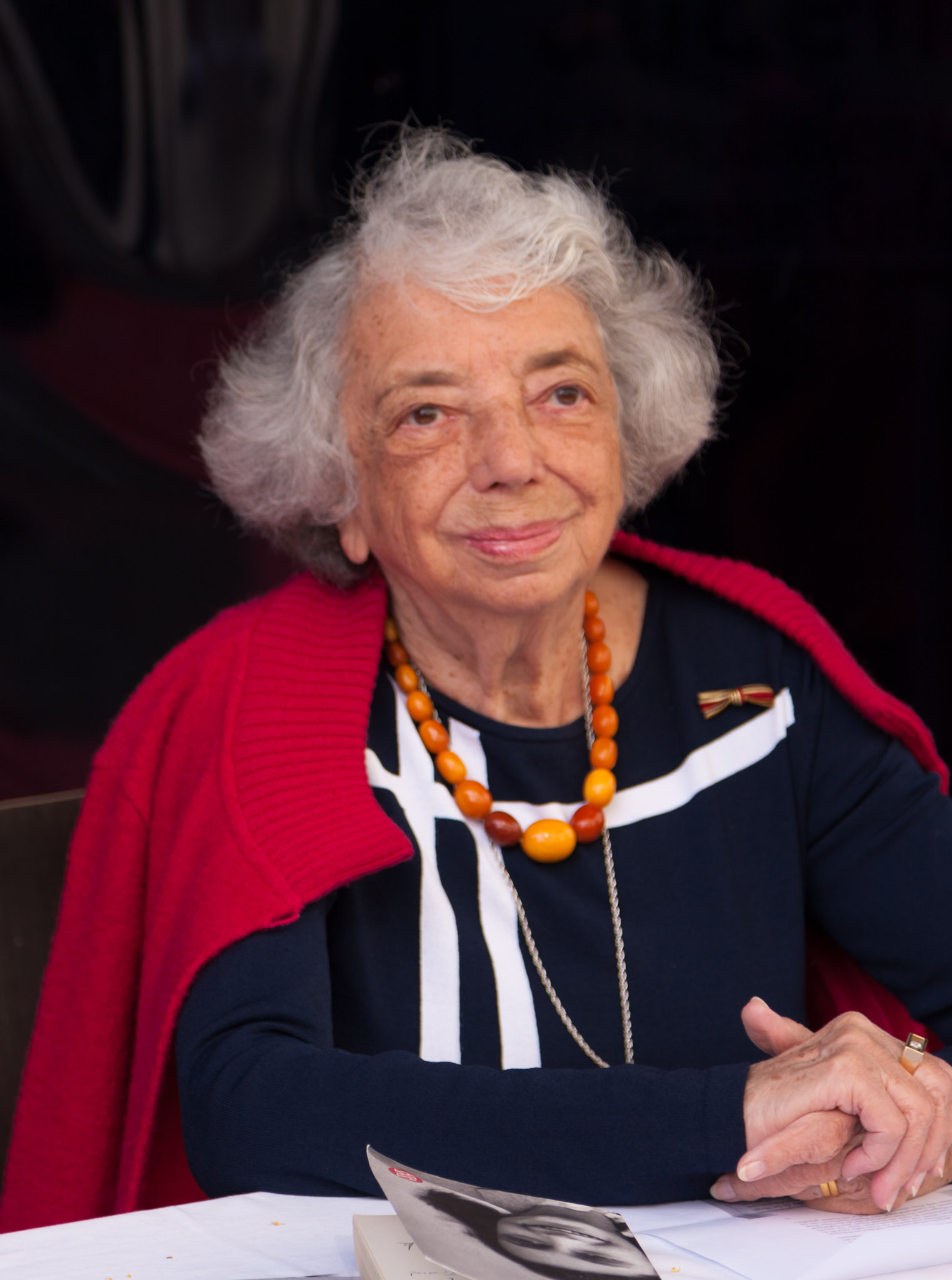
Margot Friedländer (* 1921)

- 1920: Douglass North, US-amerikanischer Ökonom
- 1920: Marthinus Steyn, südafrikanischer Richter und Generaladministrator von Südwestafrika
- 1921: Kurt Adolff, deutscher Autorennfahrer
- 1921: Jacqueline Brumaire, französische Sopranistin
- 1921: György Cziffra, ungarischer Pianist
- 1921: Margot Friedländer, Holocaust-Überlebende und Zeitzeugin
- 1921: Walter Queißner, deutscher Langstreckenläufer und Sportfunktionär
- 1922: Serge Lancen, französischer Komponist und Pianist
- 1922: Václav Lídl, tschechischer Komponist
- 1923: Rudolf Augstein, deutscher Publizist
- 1924: Rudolf Pohl, Prälat, Kirchenmusiker, Domkapellmeister in Aachen und Bundesverdienstkreuzträger
- 1924: Ivan Řezáč, tschechischer Komponist
- 1925: Egon Matt, liechtensteinischer Skilangläufer

#### 1926–1950
- 1927: Hirotsugu Akaike, japanischer Statistiker
- 1927: Helmut Aßmann, deutscher Rennfahrer
- 1927: Armin Weiß, deutscher Chemiker
- 1929: Peter Blond, britischer Unternehmer und Autorennfahrer
- 1930: John Frank Adams, englischer Mathematiker
- 1930: Lee Lozano, US-amerikanische Künstlerin
- 1930: Hans Mommsen, deutscher Historiker, Zeitgeschichtler
- 1930: Wolfgang Mommsen, deutscher Historiker
- 1931: Charles Taylor, kanadischer Politologe und Philosoph
- 1931: Ike Turner, US-amerikanischer Musiker, Musikproduzent und Songschreiber
- 1932: Wirot Nutaphand, thailändischer Militärangehöriger und Biologe
- 1933: Hans Amler, deutscher Politiker
- 1933: Donald McDonnell, australischer Boxer
- 1934: Simon Achidi Achu, kamerunischer Premierminister
- 1934: Peter van Rensen, deutscher Brigadegeneral
- 1935: Nicholas Maw, britischer Komponist
- 1936: Klaus Enderlein, deutscher Motorradrennfahrer
- 1936: Uwe Seeler, deutscher Fußballspieler
- 1936: Billy Sherrill, US-amerikanischer Musikproduzent und Songwriter
- 1937: Mihai Moldovan, rumänischer Komponist
- 1937: Harris Yulin, US-amerikanischer Schauspieler
- 1938: Joe Dassin, französischer Sänger
- 1938: César Luis Menotti, argentinischer Fußballspieler und -trainer
- 1938: Bernhard Schwichtenberg, deutscher Künstler und Professor der Muthesius Kunsthochschule Kiel.
- 1938: Armido Torri, italienischer Ruderer
- 1939: Marek Jablonski, kanadischer Pianist und Musikpädagoge
- 1939: Kai Rautenberg, deutscher Pianist und Komponist

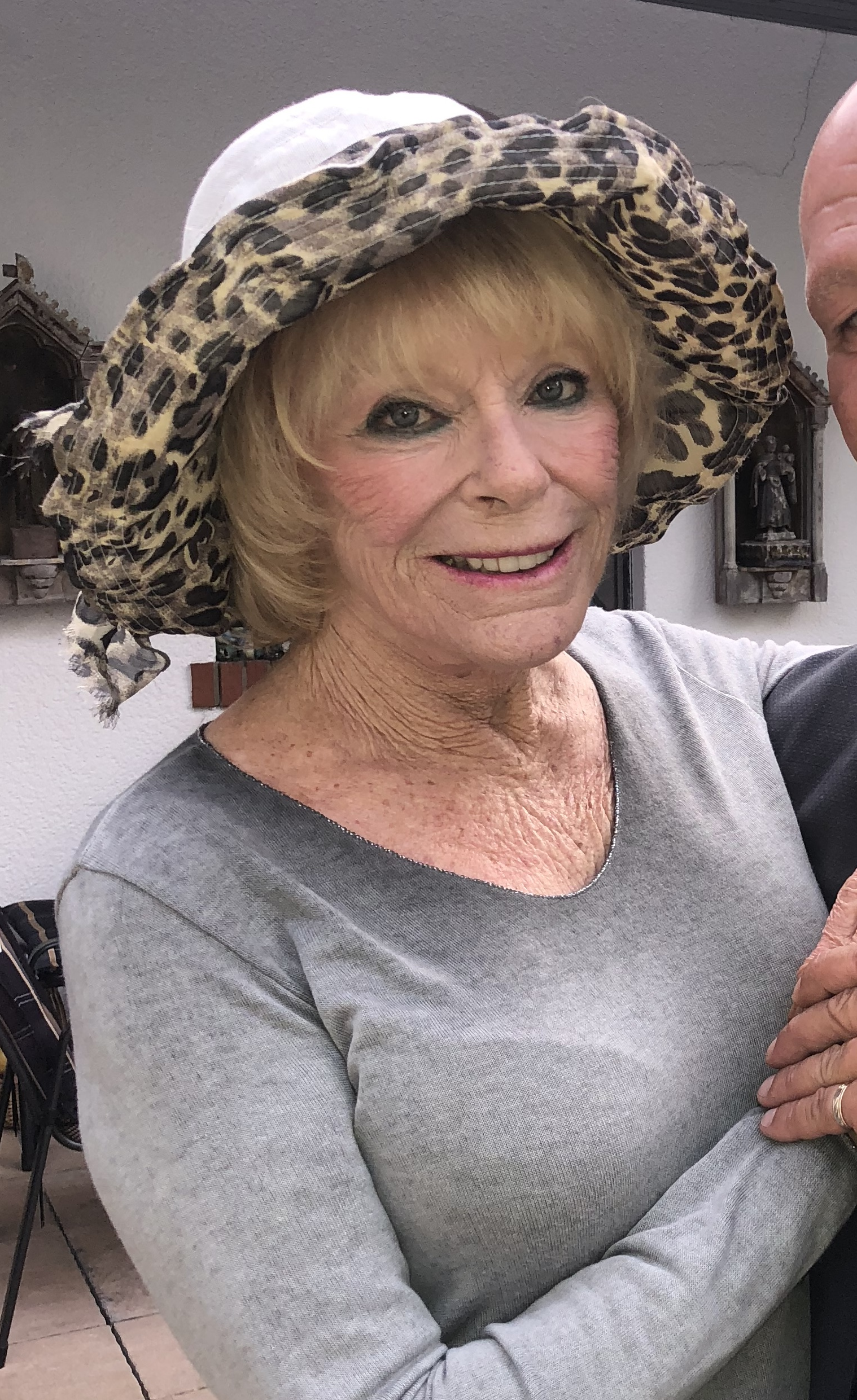
Elke Sommer (* 1940)

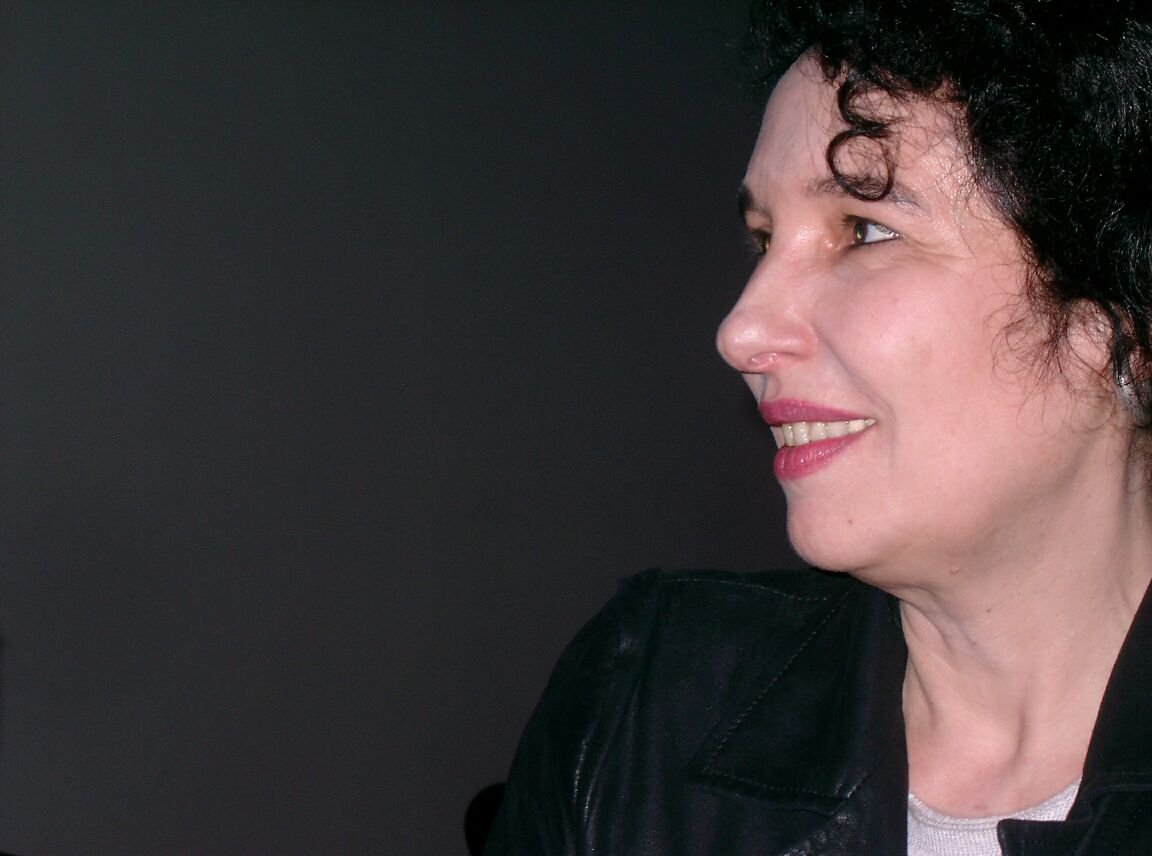
Ulla Berkéwicz (* 1948)

- 1940: Ivan Angeli, italienischer Regisseur
- 1940: Anthony Rolfe Johnson, britischer Tenor
- 1940: Elke Sommer, deutsche Schauspielerin
- 1941: Art Garfunkel, US-amerikanischer Sänger und Schauspieler
- 1941: Axel Zerdick, deutscher Ökonom und Publizistikwissenschaftler
- 1942: George Bertsch, träger theoretischer Kernphysiker
- 1942: Ekke Lindermann, deutscher Eishockeytorwart
- 1943: Larissa Lwowna Maximowa, russische Mathematikerin
- 1943: Mariano Etkin, argentinischer Komponist und Musikpädagoge
- 1943: Sam Shepard, US-amerikanischer Dramatiker und Schauspieler
- 1944: Siegfried Scheffler, deutscher Politiker, MdB
- 1945: Joseph Aind, indischer Bischof von Dibrugarh
- 1946: Maja Gerber-Hess, Schweizer Schriftstellerin
- 1946: Gram Parsons, US-amerikanischer Country-Musiker (Byrds)
- 1947: Sallie Chisholm, US-amerikanische Ozeanographin und Meeresbiologin
- 1947: Manana Doidschaschwili, georgische Pianistin
- 1947: Peter Noone, britischer Sänger und Musiker
- 1948: Ulla Berkéwicz, deutsche Schriftstellerin und Verlegerin
- 1948: Peter Hammill, britischer Musiker
- 1948: William D. Phillips, US-amerikanischer Physiker
- 1950: Manni von Bohr, deutscher Musiker
- 1950: Walter Plathe, deutscher Schauspieler

#### 1951–1975
- 1951: Gilbert Achcar, französisch-libanesischer Politologe und Soziologe
- 1951: Lieselotte Ahnert, deutsche Psychologin und Professorin
- 1951: Jerwand Jerkanjan, armenischer Komponist, Geiger und Hochschullehrer
- 1951: Hanns-Josef Ortheil, deutscher Schriftsteller
- 1952: Oleh Blochin, ukrainischer Fußballspieler
- 1952: Vandana Shiva, indische Physikerin und Philosophin
- 1953: Dennis Andries, guyanischer Boxer
- 1953: Fritz Gesztesy, österreichisch-amerikanischer Mathematiker
- 1956: Heidrun Perdelwitz, deutsche Schauspielerin
- 1956: Gig Ryan, australische Dichterin, Literaturkritikerin, Singer-Songwriterin und Gitarristin
- 1957: Jon-Erik Hexum, US-amerikanischer Schauspieler
- 1957: Kellen Winslow, US-amerikanischer American-Football-Spieler
- 1959: Bryan Adams, kanadischer Rockmusiker
- 1959: Martín Billoch, argentinischer Regattasegler
- 1959: Jimmy Vee, schottischer Schauspieler
- 1960: Alain Geiger, Schweizer Fußballspieler
- 1960: Tilda Swinton, britische Schauspielerin
- 1961: Silke Ackermann, deutsch-britische Wissenschaftshistorikerin
- 1962: Werner Salzmann, Schweizer Politiker
- 1963: Tatum O’Neal, US-amerikanische Schauspielerin
- 1963: Jean-Pierre Papin, französischer Fußballspieler
- 1964: Hamad Amar, israelischer Politiker
- 1964: Stefan Richard Angehrn, Schweizer Boxer
- 1964: Sabine Bobert, deutsche evangelische Theologin
- 1964: Eeva Fleig, Schweizer Kamerafrau

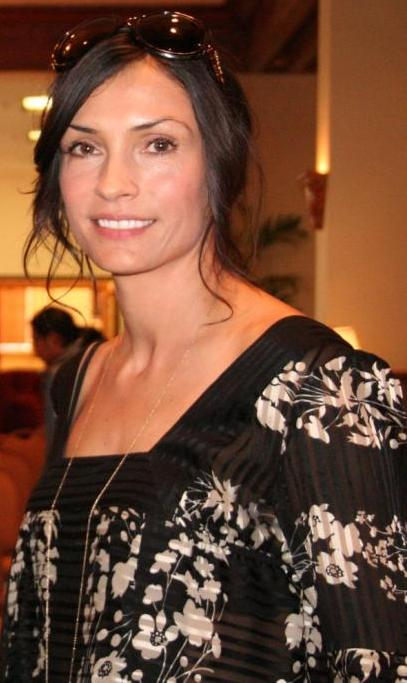
Famke Janssen (* 1964)

- 1964: Famke Janssen, niederländische Schauspielerin und Model
- 1964: Abédi Pelé, ghanaischer Fußballspieler
- 1964: Michael White, jamaikanischer Bobfahrer
- 1965: Ed Herzog, deutscher Filmregisseur und Drehbuchautor
- 1965: Rudolf Jeklic, deutscher Eisschnellläufer
- 1966: Martin Ruppel, deutscher Steuermann im Rudern
- 1967: Kayah, polnische Sängerin
- 1967: Judy Reyes, US-amerikanische Schauspielerin und Drehbuchautorin
- 1967: Colette Roth-Brand, Schweizer Freestyle-Skifahrerin (Aerials)
- 1968: The Prophet, niederländischer DJ und Musikproduzent
- 1968: Sam Rockwell, US-amerikanischer Schauspieler
- 1968: Ion Vlădoiu, rumänischer Fußballspieler
- 1969: Oliver Ferenc, serbischer Dartspieler
- 1970: Shaun Murphy, irisch-australischer Fußballspieler und -trainer
- 1971: Sergei Beresin, russischer Eishockeyspieler
- 1971: Jonny Greenwood, britischer Musiker
- 1971: Karsten Neumann, deutscher Jurist
- 1971: Timmo Niesner, deutscher Schauspieler und Synchronsprecher
- 1972: Sven Mislintat, deutscher Fußballfunktionär und Spielerbeobachter
- 1973: Johnny Damon, US-amerikanischer Baseballspieler
- 1973: Miloš Orson Štědroň, tschechischer Komponist
- 1974: Ryan Adams, US-amerikanischer Musiker und Songwriter
- 1974: Angela Gossow, deutsche Death-Metal-Sängerin
- 1974: Dado Pršo, kroatischer Fußballspieler
- 1974: Jane Saville, australische Leichtathletin
- 1974: Jerry Stackhouse, US-amerikanischer Basketballspieler
- 1974: Raphael Urweider, Schweizer Schriftsteller, Regisseur und Musiker
- 1975: Daisuke Itō, japanischer Autorennfahrer
- 1975: Abid Raja, norwegischer Politiker
- 1975: Tayfun Taşdemir, türkischer Karambolagespieler

#### 1976–2000
- 1976: Anasol, kolumbianische Sängerin
- 1976: Jörg Michalewicz, deutscher Handballspieler
- 1976: Eric Schwartz, US-amerikanischer Komponist, Pianist und Musikpädagoge
- 1977: Bärbel Stolz, deutsche Schauspielerin
- 1977: Martin Zwierlein, deutscher Physiker
- 1978: Sonja Fuss, deutsche Fußballspielerin
- 1978: Elvir Selmanovic, serbischer Handballspieler
- 1979: Tarek Boudali, französischer Filmschauspieler
- 1979: Patrick Owomoyela, deutscher Fußballspieler
- 1979: Heike Warmuth, deutsche Schauspielerin
- 1980: Luke Hemsworth, australischer Schauspieler
- 1980: Christoph Metzelder, deutscher Fußballspieler
- 1980: Geneviève Simard, kanadische Skirennläuferin
- 1982: Yusuf-Muri Adewunmi, deutscher Fußballspieler
- 1982: Thomas Auer, österreichischer Eishockeyspieler
- 1982: Nina Prinz, deutsche Motorradrennfahrerin
- 1983: Iñaki Astiz, spanischer Fußballspieler
- 1983: Mike Hanke, deutscher Fußballspieler
- 1983: Benjamin Kern, deutscher Fußballspieler
- 1983: Johanna Steiner, deutsche Hörspielautorin und -regisseurin
- 1984: Nick Folk, US-amerikanischer American-Football-Spieler
- 1984: Eliud Kipchoge, kenianischer Marathonläufer
- 1984: Nick Tandy, britischer Autorennfahrer
- 1984: Shiml, deutscher Rapper
- 1985: Johannes Neumann, deutscher Schwimmer
- 1985: Tanaka Koki, japanischer Sänger und Schauspieler
- 1986: Kasper Schmeichel, dänischer Fußballspieler
- 1986: Axel Tischer, deutscher Wrestler
- 1987: Kevin Jonas, US-amerikanischer Musiker
- 1987: Anna Wassiljewna Schtschukina, russische Eishockeyspielerin
- 1988: Virat Kohli, indischer Cricketspieler
- 1988: Ron Meulenkamp, niederländischer Dartspieler
- 1989: Sinan Akdağ, deutscher Eishockeyspieler
- 1989: Matthew Bell, britischer Autorennfahrer
- 1989: Luke DeVere, australischer Fußballspieler
- 1990: Vitus Eicher, deutscher Fußballspieler
- 1992: Odell Beckham Jr., US-amerikanischer American-Football-Spieler
- 1992: Marco Verratti, italienischer Fußballspieler
- 1993: Leila Mimmack, britische Schauspielerin
- 1995: Kadeisha Buchanan, kanadische Fußballspielerin
- 1996: Sebastian Dahlström, finnischer Fußballspieler
- 1997: Johannes Golla, deutscher Handballspieler
- 1997: Martin Perrillat-Bottonet, französischer Biathlet
- 1998: Jett Seymour, US-amerikanischer Skirennläufer
- 1999: Loena Hendrickx, belgische Eiskunstläuferin
- 1999: Giulia Mignemi, italienische Ruderin

### 21. Jahrhundert

#### 2001–2025
- 2000: Yuval Raphael, israelische Sängerin
- 2003: Wilfried Gnonto, italienischer Fußballspieler
- 2003: Simon Halaski, deutscher Synchronsprecher
- 2010: Matwij Lahodsynskyj, moldauisch-ukrainischer Snookerspieler

## Gestorben

### Vor dem 19. Jahrhundert
- 0692: Abdallah ibn az-Zubair, Gegenkalif zu den Umayyaden

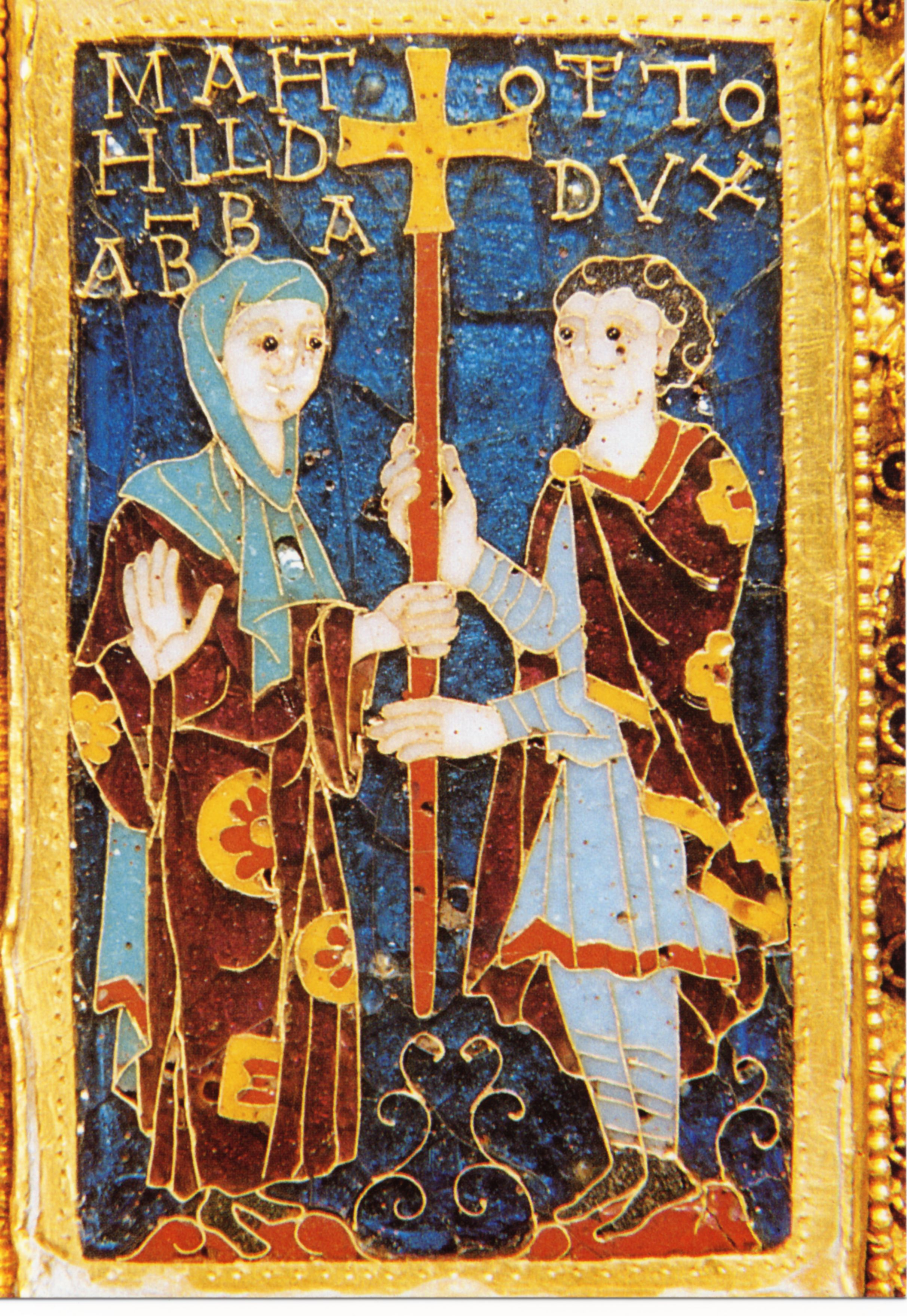
Äbtissin Mathilde von Essen († 1011)

- 1011: Mathilde, bedeutendste Äbtissin des Stifts Essen
- 1193: Gerhard von Alvastra, Abt im Kloster Alvastra
- 1219: Hugo IX., Herr von Lusignan, Graf von La Marche und Kreuzritter
- 1235: Beatrix von Schwaben, Königin von Kastilien und León
- 1259: Arnold II. von Isenburg, Erzbischof von Trier
- 1288: Jean I. d’Harcourt, französischer Kreuzfahrer, Vizegraf von Saint-Sauveur-le-Vicomte, Herr von Harcourt und Elbeuf
- 1309: Gottfried von Hohenlohe, Hochmeister des Deutschen Ordens
- 1309: Magister Jordanus, deutscher Kleriker und Bibliothekar
- 1369: Nicolas de Besse, französischer Bischof und Kardinal
- 1370: Kasimir I., König von Polen
- 1383: Theoderich von Abensberg, Fürstbischof von Regensburg
- 1419: Winrich von Kniprode, Bischof von Ösel-Wiek
- 1450: Jean IV., Graf von Armagnac, Fézensac und Rodez
- 1459: John Fastolf, englischer Ritter und Heerführer
- 1470: Antoinette de Maignelais, Mätresse des französischen Königs Karl VII. und des bretonischen Herzogs Franz II.
- 1500: Johann, Graf von Étampes und Vizegraf von Narbonne
- 1511: Gabriele de’ Gabrielli, Kardinal der katholischen Kirche
- 1515: Mariotto Albertinelli, italienischer Maler
- 1526: Scipione del Ferro, italienischer Mathematiker
- 1527: Maria von Tecklenburg, Äbtissin im Stift Freckenhorst
- 1536: Leonhard Peurl, Bischof von Lavant
- 1559: Kanō Motonobu, japanischer Maler
- 1585: Pontus De la Gardie, schwedischer Heerführer und Gouverneur von Livland
- 1596: Andreas von Jerin, Fürstbischof von Breslau
- 1600: Sigmund Fugger von Kirchberg und Weißenhorn, Bischof von Regensburg
- 1617: Georg Ridinger, deutscher Architekt und Baumeister
- 1623: Adolf von Tecklenburg, Graf von Tecklenburg
- 1631: Johann Liss, deutscher Maler
- 1632: Henry Percy, 9. Earl of Northumberland, englischer Adeliger
- 1635: Jobst Hermann, Graf von Schaumburg und Holstein-Pinneberg
- 1660: Alexandre de Rhodes, französischer Jesuit und Missionar
- 1667: Franz Tunder, deutscher Komponist und Organist
- 1669: Johannes Coccejus, protestantischer Theologe, einer der Hauptvertreter der Föderaltheologie
- 1670: Viviano Codazzi, italienischer Maler und Freskant
- 1680: Johann Georg Lohmeyer, deutscher Hochschullehrer und Rektor
- 1699: Thomas Danforth, englischer Politiker und Magistrat in Massachusetts
- 1707: Denis Dodart, französischer Arzt und Botaniker
- 1732: Richard Bradley, englischer Botaniker
- 1737: Juan Guillermo Riperdá, spanischer Abenteurer und Minister
- 1746: Johann Ludwig II., Fürst von Anhalt-Zerbst
- 1757: Catharina Elisabeth Heinecken, deutsche Malerin, Kunstgewerblerin und Alchemistin
- 1758: Hans Egede, norwegischer Pfarrer, Apostel der Grönländer
- 1766: Christian Ernst von Windheim, preußischer evangelischer Theologe und Orientalist
- 1775: Christian IV., Herzog von Pfalz-Zweibrücken
- 1778: Daniel Gottlieb Andreae, preußischer Beamter
- 1787: Johann David Steingruber, deutscher Baumeister

### 19. Jahrhundert
- 1804: August Friedrich Oelenhainz, deutscher Maler
- 1806: Franz Novotny, rumäniendeutscher Kirchenmusiker und Komponist

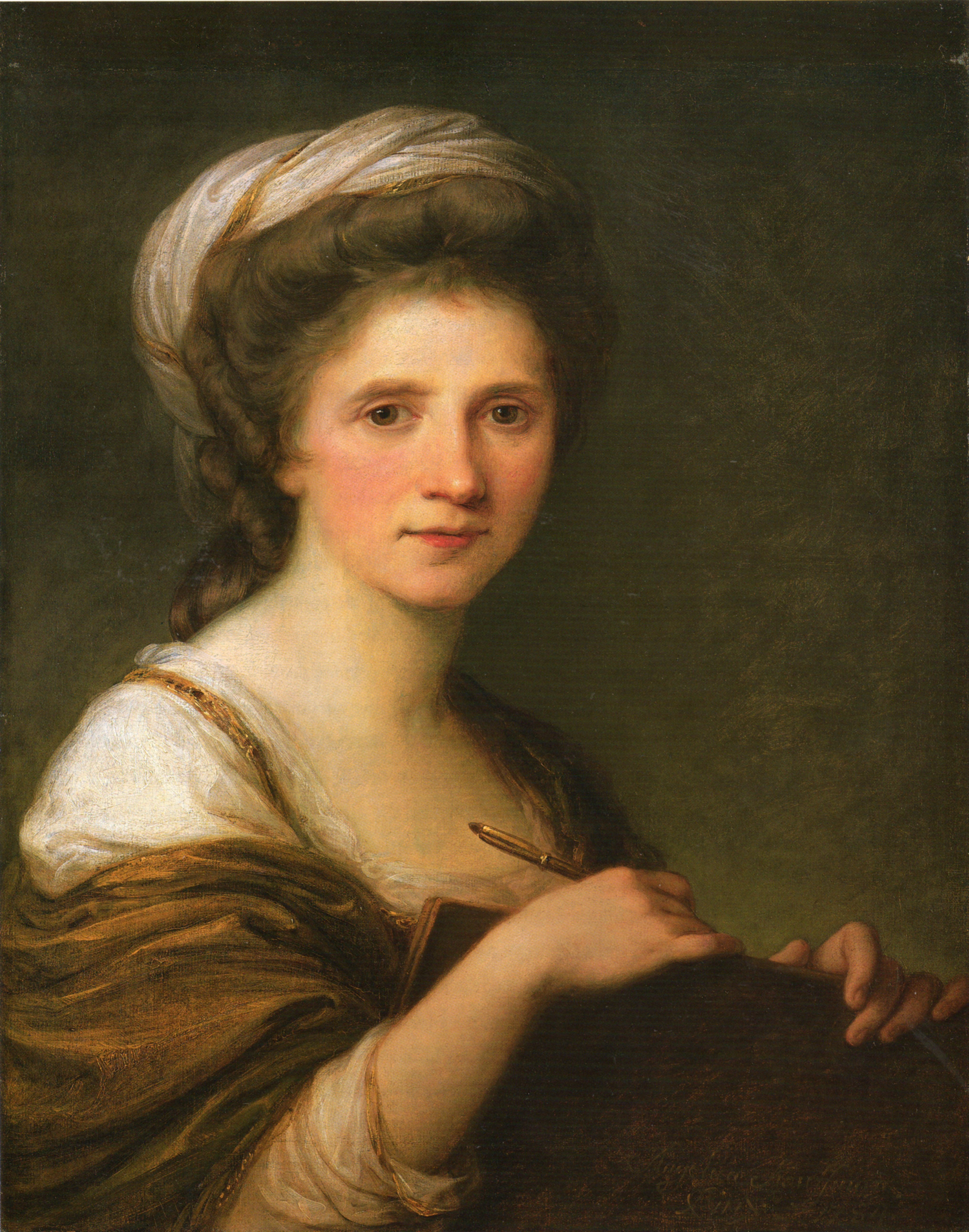
Angelika Kauffmann († 1807)

- 1807: Angelika Kauffmann, schweizerisch-österreichische Malerin
- 1820: William Richardson Davie, US-amerikanischer Politiker

Sophia Dorothea von Württemberg († 1828)

- 1828: Sophie Dorothee Auguste Luise von Württemberg, russische Zarin
- 1831: Christian Gotthold Eschenbach, deutscher Mediziner, Chemiker und Hochschullehrer
- 1833: Jacob Friedrich Friese, deutscher Schulmeister, Organist und Orgelbauer
- 1837: Abraham Ascher, deutscher Rabbiner
- 1841: Michel Gaudin, französischer Finanzminister
- 1846: Fjodor Iwanowitsch Tolstoi, russischer Armeeoffizier, berüchtigter Abenteurer und Duellant
- 1850: David Ferdinand Howaldt, deutscher Goldschmied
- 1851: Friedrich von Heyden, deutscher Schriftsteller
- 1853: Heinrich Joseph Wetzer, deutscher Orientalist
- 1860: Julius von Minutoli, preußischer Polizeidirektor, Politiker, Wissenschaftler, Schriftsteller
- 1862: Andreas Gau, katholischer Theologe
- 1867: Leopoldo O’Donnell, Graf von Lucena, Herzog von Tetuan, spanischer General und Politiker
- 1868: Franz Steinfeld, österreichischer Maler
- 1872: Adolf Ellissen, deutscher Politiker, Philologe und Literaturhistoriker
- 1873: Mary Anna Randolph Custis Lee, Ehefrau des US-amerikanischen Generals der Konföderierten im Sezessionskrieg Robert E. Lee
- 1873: Christian Gottlieb Friedrich Witte, deutsch-niederländischer Orgelbauer
- 1878: Jakob Sengler, deutscher Philosoph und katholischer Theologe
- 1879: James Clerk Maxwell, schottischer Physiker
- 1883: Graf Friedrich Wilhelm von Redern, Generalintendant der Königlichen Schauspiele zu Berlin
- 1884: Erminia Frezzolini, italienische Opernsängerin (Sopran)
- 1888: Kanō Hōgai, japanischer Maler
- 1891: Joseph August Adam, österreichischer Kapellmeister, Komponist und Tierpräparator
- 1891: Karl von Gravenreuth, deutscher Offizier und Forschungsreisender
- 1895: José Gutiérrez de la Concha, spanischer General und Politiker
- 1896: Karl Verner, dänischer Sprachwissenschaftler
- 1900: Fabius Brest, französischer Orient- und Landschaftsmaler
- 1900: Anna Katharina Kasch, deutsche Schriftstellerin und Übersetzerin

### 20. Jahrhundert

#### 1901–1950

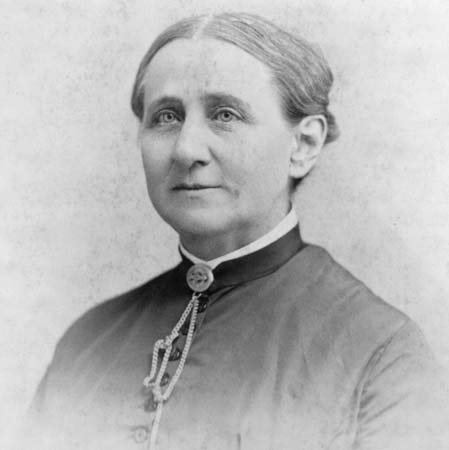
Antoinette Brown Blackwell († 1921)

- 1901: Anthony Eickhoff, deutsch-US-amerikanischer Journalist, Herausgeber, Autor, Anwalt und Politiker
- 1903: Heinrich Salomon, deutscher Opernsänger
- 1904: Heinrich Bertram, deutscher Pädagoge
- 1908: Antonio Gabrini, italienisch-schweizerischer Politiker
- 1909: Ove Christensen, dänischer Komponist, Geiger und Pianist

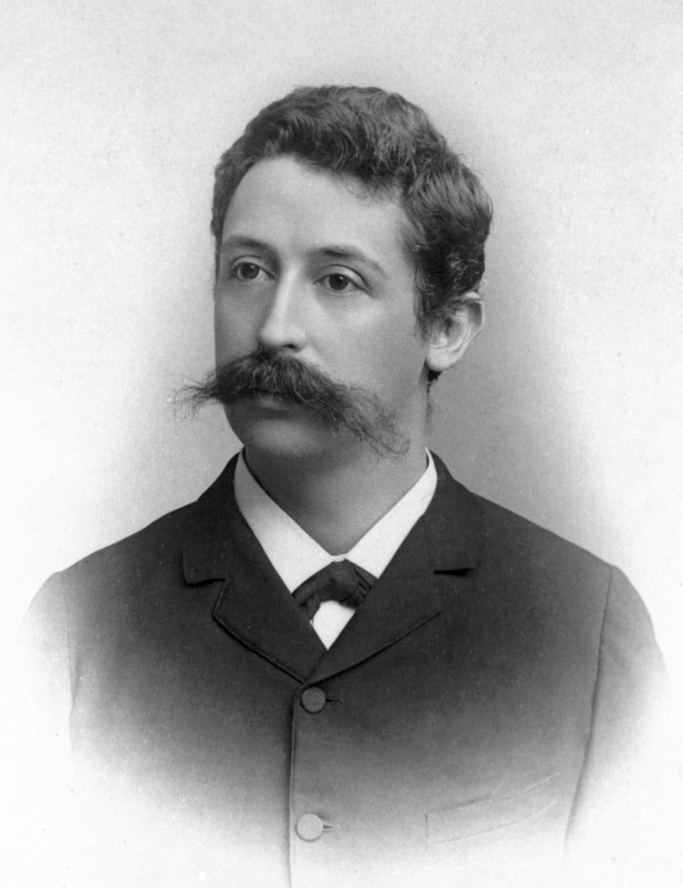
Christiaan Eijkman († 1930)

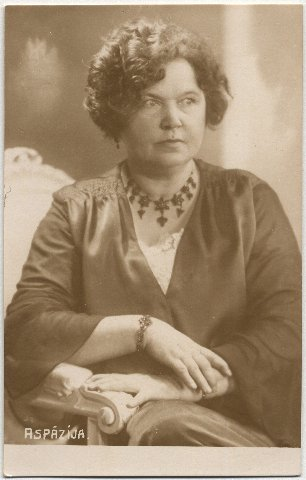
Aspazija († 1943)

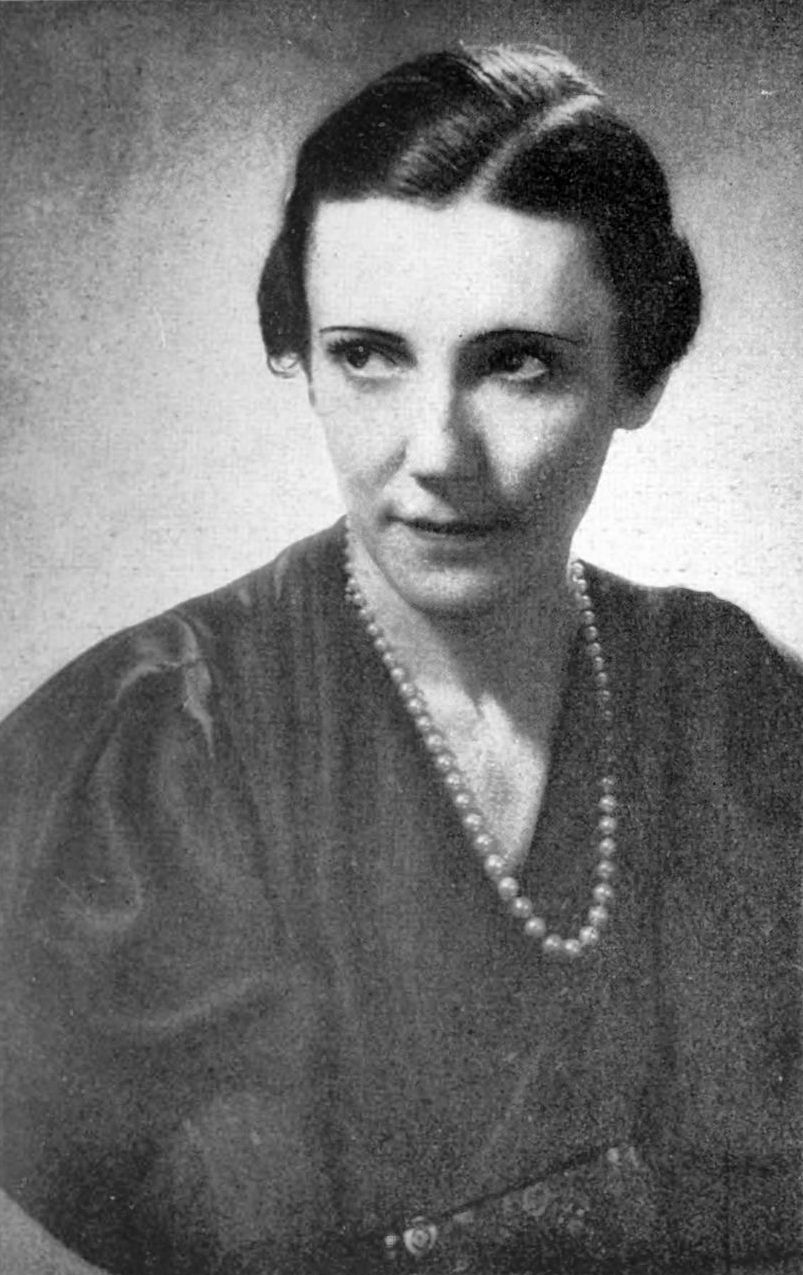
Marga d’Andurain († 1948)

- 1914: August Weismann, deutscher Biologe
- 1917: Josephine zu Leiningen-Westerburg, deutsche Lyrikerin
- 1918: Shimamura Hōgetsu, japanischer Schriftsteller, Literaturkritiker und -wissenschaftler
- 1921: Antoinette Brown Blackwell, US-amerikanische Frauenrechtlerin
- 1923: Jacques d’Adelswärd-Fersen, französischer Aristokrat, Autor und Dichter
- 1924: Fatma Pesend, osmanische Gemahlin des Sultans Abdülhamid II. und Krankenhausleiterin
- 1925: Anton Elter, deutscher Altphilologe
- 1928: Ottokar Kernstock, österreichischer Dichter und Priester
- 1930: Christiaan Eijkman, niederländischer Arzt, Pathologe und Hygieniker, Nobelpreisträger
- 1931: Ole Edvart Rølvaag, norwegisch-US-amerikanischer Schriftsteller
- 1932: Maria Tabitha Schaffner, Schweizer Frauenrechtlerin
- 1936: Nathan Edward Kendall, US-amerikanischer Politiker
- 1937: Kinoshita Naoe, japanischer Schriftsteller und Journalist
- 1939: Johannes Sigg, deutsch-schweizerischer Journalist und sozialdemokratischer Politiker
- 1942: Théodore Ribail, französischer Autorennfahrer
- 1943: Oskar Ameringer, deutsch-US-amerikanischer Tischler, Musiker, Redakteur und Politiker
- 1943: Aspazija, lettische Dichterin und Bühnenautorin
- 1943: Bernhard Lichtenberg, deutscher Priester, Widerstandskämpfer
- 1943: Walter von Nathusius, deutscher Unternehmer
- 1945: Friedrich Stuber, Schweizer Lehrer und Politiker
- 1946: Arthur Liebert, deutscher Philosoph
- 1946: Sigismond Stojowski, polnischer Pianist und Komponist
- 1947: Simon Dschanaschia, georgischer Historiker
- 1947: Karl Eschenburg, deutscher Fotograf
- 1948: Marga d’Andurain, französische Abenteuerin
- 1950: Faiyaz Khan, indischer Sänger klassischer hindustanischer Musik und Komponist

#### 1951–1975
- 1951: Bedřich Antonín Wiedermann, tschechischer Organist und Komponist
- 1952: Joseph James, US-amerikanischer Autorennfahrer
- 1953: Wladimir Romanowitsch Bakaleinikoff, US-amerikanischer Bratschist, Dirigent und Komponist russischer Herkunft
- 1954: José Fórmica, spanischer Ruderer
- 1954: Hot Lips Page, US-amerikanischer Jazzmusiker
- 1955: Maurice Utrillo, französischer Maler
- 1956: Hans Stilp, österreichischer Komponist
- 1956: Art Tatum, US-amerikanischer Jazz-Musiker
- 1956: Freda Wuesthoff, deutsche Physikerin und Friedensaktivistin
- 1957: Otto Stolz, österreichischer Historiker und Volkskundler
- 1959: Walther Jansen, Gründer des deutschen Pfadfinder Bundes (DPB)
- 1960: Ward Bond, US-amerikanischer Schauspieler
- 1960: Johnny Horton, US-amerikanischer Sänger
- 1960: Erich Neumann, deutsch-israelischer Psychoanalytiker
- 1960: Mack Sennett, US-amerikanischer Filmregisseur und Filmproduzent
- 1963: Thomas Griffith Taylor, australischer Geologe, Geograph Anthropologe und Polarforscher
- 1964: Alexander Uriah Boskovitch, israelischer Komponist
- 1964: John S. Robertson, US-amerikanischer Filmregisseur
- 1965: Marcel Collet, französischer Autorennfahrer
- 1969: Brunolf Baade, deutscher Ingenieur und Flugzeugkonstrukteur (Strahlverkehrsflugzeug 152)
- 1972: Helen Popova Alderson, russische Mathematikerin und Übersetzerin
- 1972: Lubor Bárta, tschechischer Komponist
- 1972: Reginald Owen, britischer Schauspieler
- 1975: Lionel Trilling, US-amerikanischer Literaturkritiker

#### 1976–2000

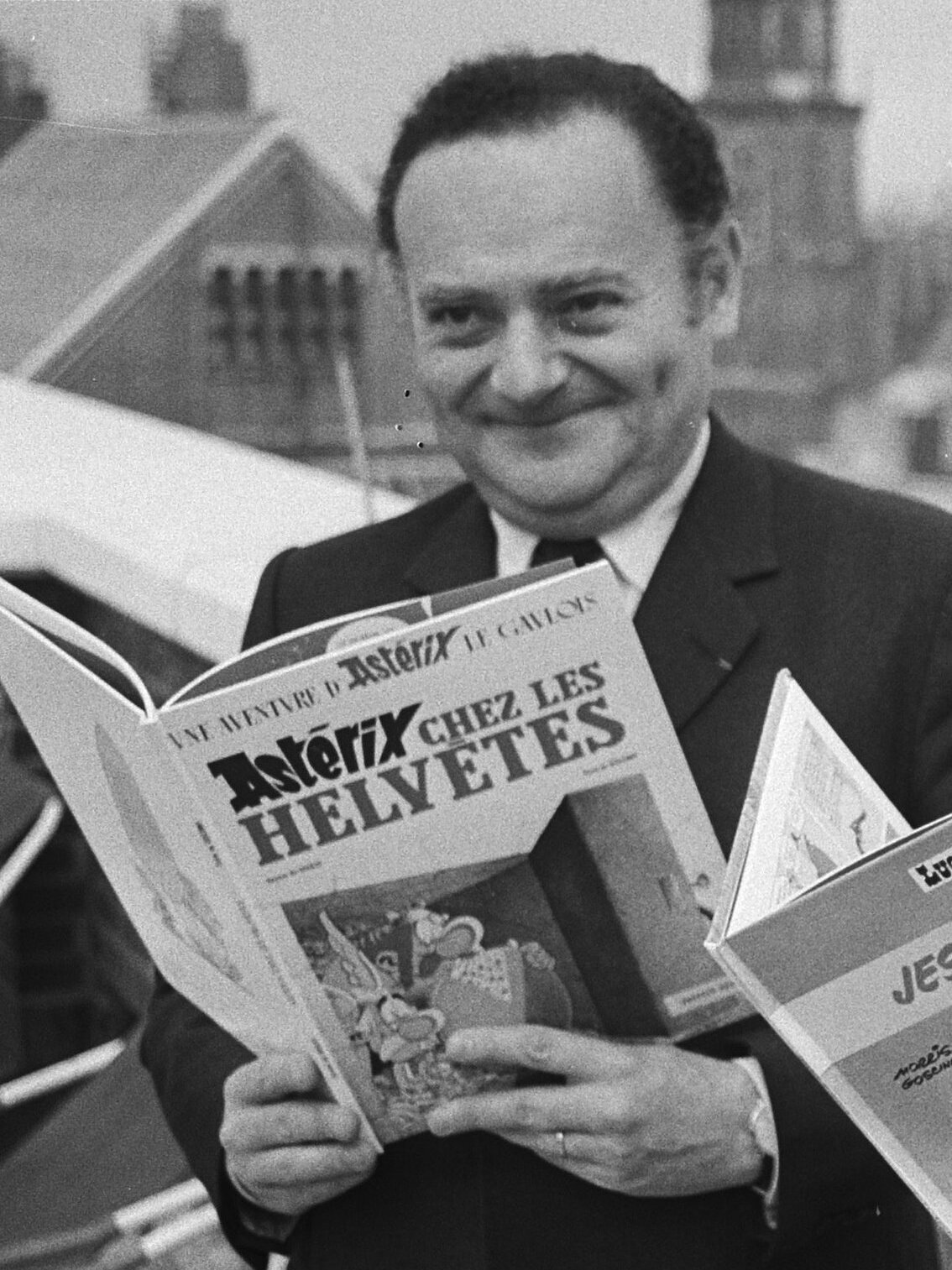
René Goscinny († 1977)

- 1977: René Goscinny, französischer Comic-Autor
- 1977: Guy Lombardo, kanadisch-amerikanischer Musiker und Bandleader
- 1979: Al Capp, US-amerikanischer Comiczeichner und -autor
- 1980: Renée Brand, deutsch-jüdische Exilschriftstellerin
- 1981: Jean Eustache, französischer Filmregisseur
- 1981: Herdis McCrary, US-amerikanischer American-Football-Spieler
- 1981: Friedrich Mehler, deutsch-schwedischer Komponist, Pianist und Dirigent
- 1983: Eduard Hoesch, österreichischer Kameramann und Filmproduzent
- 1984: Enrique Schmidt, nicaraguanischer Politiker
- 1986: Adolf Brudes, deutscher Motorrad- und Automobilrennfahrer
- 1986: Oskar Wielgos, deutscher Schachproblemkomponist
- 1987: Jan Nicolaas Bakhuizen van den Brink, niederländischer Theologe und Kirchenhistoriker

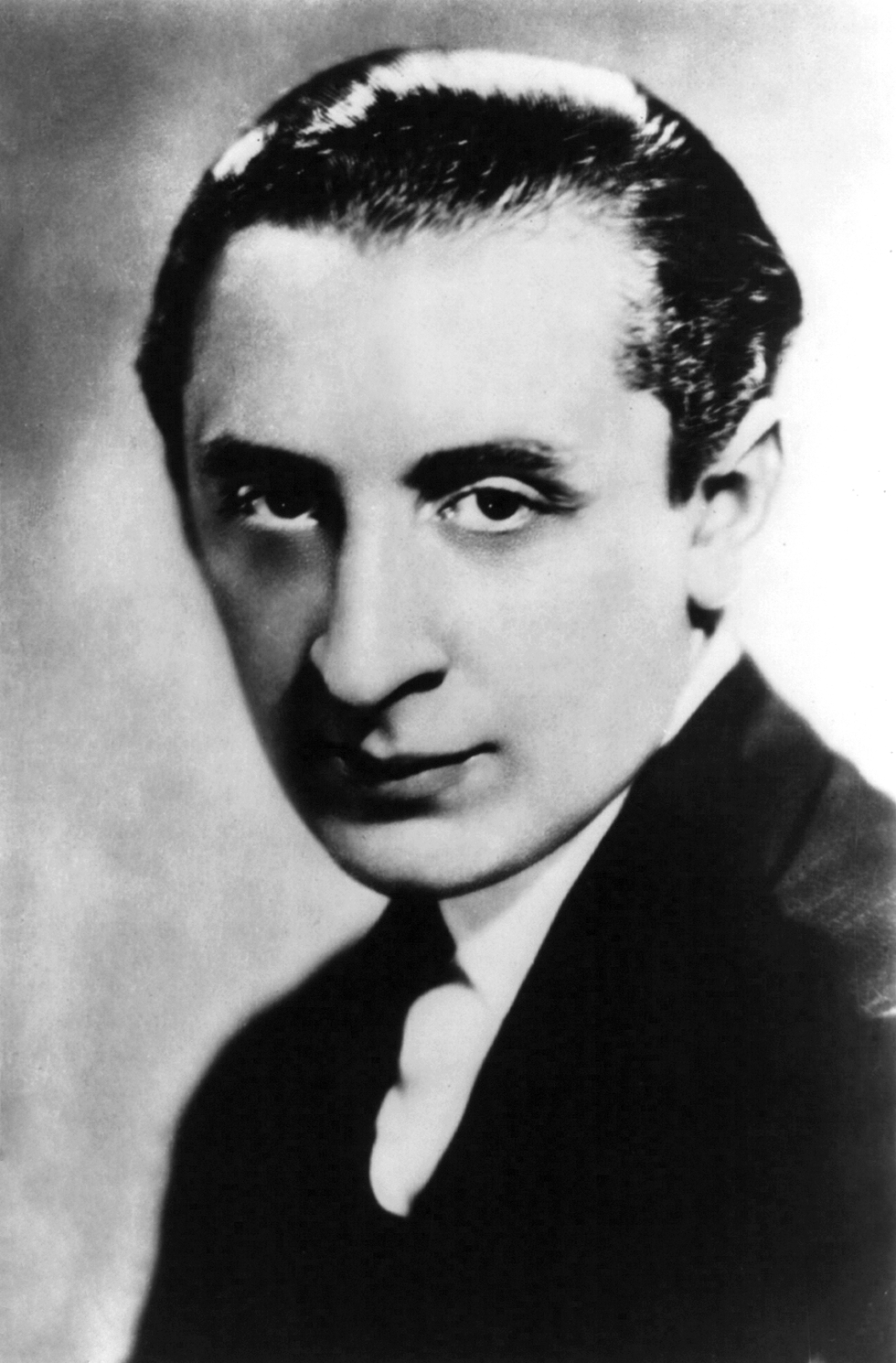
Vladimir Horowitz († 1989)

- 1989: Vladimir Horowitz, US-amerikanischer Pianist ukrainischer Herkunft
- 1990: Franz Jehan Leenhardt, französischer evangelischer Geistlicher und Hochschullehrer
- 1991: Guy Lapchin, französischer Autorennfahrer
- 1991: Fred MacMurray, US-amerikanischer Schauspieler
- 1991: Robert Maxwell, britischer Medienunternehmer
- 1992: Arpad Elo, US-amerikanischer Statistiker
- 1992: Maria Höfner, österreichische Orientalistin mit Schwerpunkten in der Arabistik und der Äthiopistik
- 1992: Jan Hendrik Oort, dänischer Astronom
- 1992: Athos Querzola, französischer Autorennfahrer
- 1992: Baptista Siqueira, brasilianischer Musikwissenschaftler und Komponist
- 1993: Mario Cecchi Gori, italienischer Filmproduzent
- 1997: Isaiah Berlin, politischer Philosoph
- 1998: Anna Henkel-Grönemeyer, deutsche Schauspielerin
- 1999: Noureddin Kianouri, iranischer Politiker
- 2000: Etienne Aigner, ungarischer Modeschöpfer
- 2000: Helmut Anemüller, deutscher Arzt, Ernährungswissenschaftler, Autor und Dozent
- 2000: Jimmie Davis, US-amerikanischer Sänger und Politiker
- 2000: Roger Peyrefitte, französischer Schriftsteller

### 21. Jahrhundert
- 2001: Gholam Reza Azhari, iranischer General und Premierminister
- 2001: Sawaki Kin’ichi, japanischer Schriftsteller
- 2002: Ansley Coale, US-amerikanischer Demograph
- 2003: Bobby Hatfield, US-amerikanischer Sänger
- 2003: Władysław Kruczek, polnischer Politiker, Parteifunktionär und Gewerkschafter
- 2005: Nadia Anjuman, afghanische Dichterin und Journalistin
- 2005: Dennis Armitage, britischer Jazz-Pianist, Saxophonist und Maler
- 2005: John Fowles, britischer Schriftsteller
- 2005: Link Wray, US-amerikanischer Musiker
- 2006: Bülent Ecevit, türkischer Politiker, Minister, Ministerpräsident
- 2006: Óscar González, uruguayischer Autorennfahrer
- 2006: Josi Meier, Schweizer Politikerin
- 2006: Pietro Rava, italienischer Fußballspieler, Weltmeister, Olympiasieger
- 2007: Willi Bartels, deutscher Unternehmer
- 2007: Nils Liedholm, schwedischer Fußball- und Bandyspieler und Fußballtrainer
- 2010: Jill Clayburgh, US-amerikanische Schauspielerin
- 2010: Waldemar Klein, deutscher Unternehmer und Fußballfunktionär
- 2010: Michael Quasthoff, deutscher Journalist
- 2010: Heinz Siebeneicher, deutscher Radio- und Fernsehmoderator
- 2012: Elliott Carter, US-amerikanischer Komponist
- 2014: Manitas de Plata, französischer Gitarrist
- 2015: Hans Mommsen, deutscher Historiker, Zeitgeschichtler
- 2016: Jos Romersa, luxemburgischer Geräteturner
- 2017: Nancy Friday, US-amerikanische Schriftstellerin

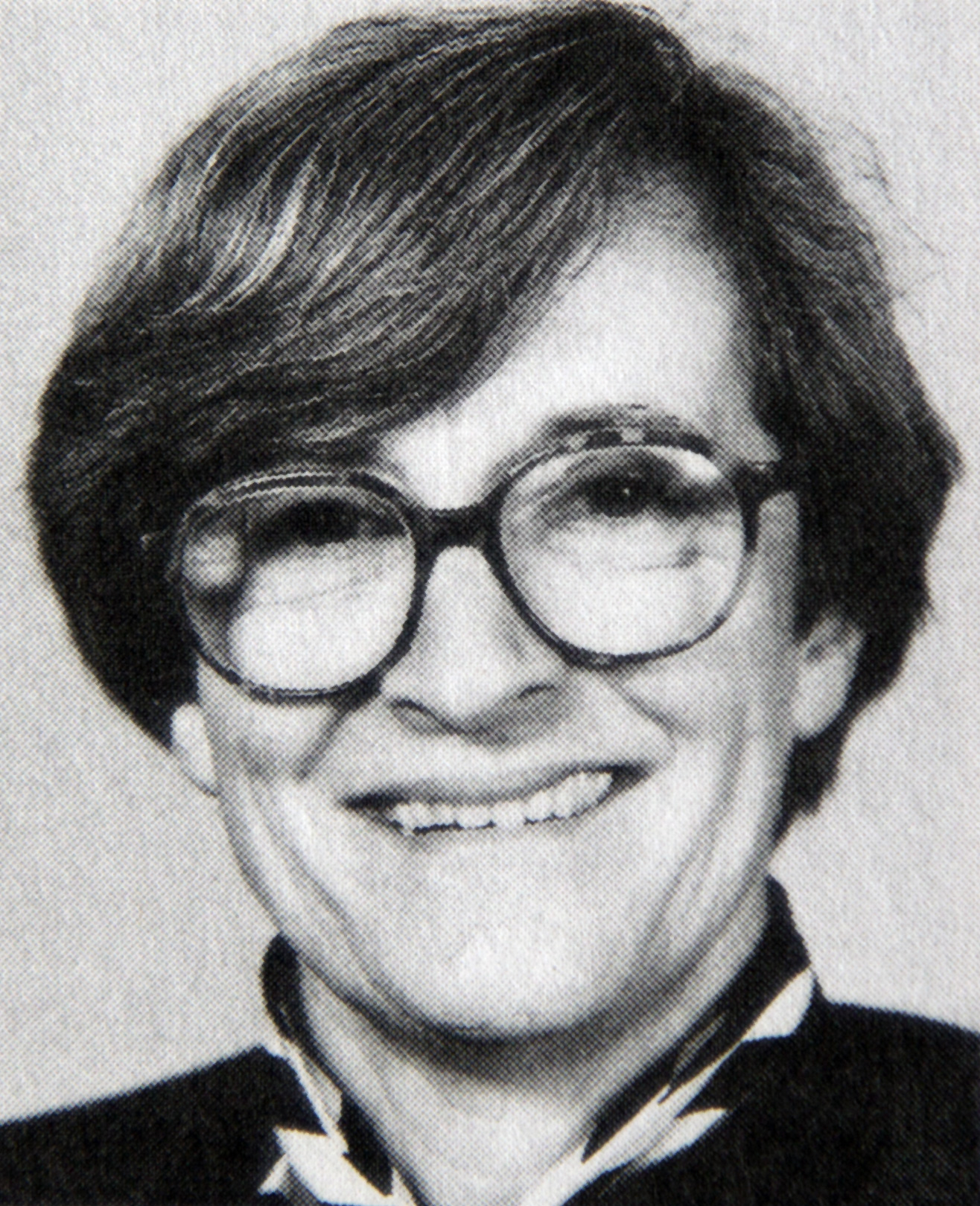
Susi Eppenberger († 2023)

- 2017: Lothar Thoms, deutscher Radsportler, Olympiasieger
- 2018: Gennadi Tschetwerikow, sowjetischer bzw. belarussischer Schauspieler, Stuntman und Zirkusdarsteller
- 2020: Peter Bohley, deutscher Biochemiker
- 2021: Ryszard Grzegorczyk, polnischer Fußballspieler
- 2022: Aaron Carter, US-amerikanischer Sänger
- 2022: Turhan Göker, türkischer Leichtathlet
- 2022: Peter Kolman, slowakisch-österreichischer Komponist
- 2022: Yoshiaki Unetani, japanischer Marathonläufer
- 2023: Susi Eppenberger, Schweizer Politikerin
- 2024: Dorothy Allison, US-amerikanische Autorin
- 2024: Marise Chamberlain, neuseeländische Leichtathletin

## Feier- und Gedenktage
- Kirchliche Gedenktage
  - Hl. Elisabet, die Mutter Johannes des Täufers (evangelisch: LCMS, der römisch-katholische Gedenktag ist am 23. September)
  - Hans Egede, dänischer Missionar in Grönland (evangelisch)
  - Hl. Emmerich, ungarischer Adeliger (römisch-katholisch, in Deutschland)

- Brauchtum
  - Großbritannien: Guy Fawkes Night

Weitere Einträge enthält die Liste von Gedenk- und Aktionstagen.